# Schwedt/Oder
Schwedt/Oder is een stad en gemeente in de Duitse deelstaat Brandenburg, en maakt deel uit van de Landkreis Uckermark.
Schwedt/Oder telde op de peildatum van de meest recente statistiek 30.189 inwoners en heeft de status van Große kreisangehörige Stadt. Schwedt voert sinds 2013 als officiële bijnaam het voorvoegsel Nationalparkstadt, omdat de gemeente in een nationaal park ligt (Nationalpark Unteres Odertal).
De letter e in de plaatsnaam moet lang uitgesproken worden: Schwédt.

## Indeling van de gemeente
Volgens haar Hauptsatzung (hoofdgemeenteverordening) bestaat de gemeente uit de eigenlijke stad, die verdeeld is in de 5 stadsdelen Am Waldrand, Kastanienallee, Neue Zeit, Talsand en Zentrum, en daarnaast uit 21 Ortsteile, doorgaans vroeger zelfstandige gemeentes, die in de loop der tijd, door gemeentelijke herindelingen, deel van Schwedt/Oder gingen uitmaken.
Deze Ortsteile zijn:
- Berkholz-Meyenburg met de Wohnplätze[3] Berkholz en Meyenburg
- Blumenhagen (Schwedt/Oder) met de Wohnplätze Neue Mühle en Wildbahn (gedeeltelijk)
- Briest (Schwedt/Oder)
- Criewen met de Wohnplatz Vorwerk
- Felchow
- Flemsdorf met de Wohnplatz Johannishof
- Gatow (Schwedt/Oder)[4]
- Grünow (Schwedt/Oder)
- Heinersdorf (Schwedt/Oder) met de Wohnplätze Försterei Berkholz en Torfbruch
- Hohenfelde (Schwedt/Oder)[5] met de Wohnplätze Grenzhaus, Teerofenbrücke en Wildbahn (gedeeltelijk)
- Jamikow met de Wohnplatz Ausbau
- Kummerow in het uiterste noordwesten
- Kunow (Schwedt/Oder) met de Wohnplätze Niederfelde en Vogelsangsruh
- Landin (Schwedt/Oder) met de Wohnplätze Augustenhof, Hohenlandin, Julienwalde en Niederlandin
- Passow/Wendemark met de Wohnplätze Passow (Uckermark) en Wendemark
- Schöneberg (Schwedt/Oder) met de Wohnplätze Alt-Galow, Neu-Galow en Stützkow
- Schönermark (Schwedt/Oder)
- Schönow (Schwedt/Oder)
- Stendell met de Wohnplätze Kavelheide en Herrenhof
- Vierraden met de Wohnplätze Achterhöfe en Ausbau Gatow
- Zützen met de Wohnplatz Karlsberg

Zie ook: www.schwedt.eu/de/schwedt-entdecken/stadtplan/gliederung-der-stadt//gliederung-der-stadt/31110 Webpagina gemeente Schwedt met kaart, waarop de ligging van de diverse stadsdelen te zien is
Op 19 april 2022 werd het Amt Oder-Welse opgeheven. De gemeentes die daar deel van uitmaakten, Berkholz-Meyenburg, Mark Landin, en Passow, waar Briest toen ook toe behoorde, werden Ortsteile van Schwedt/Oder. Pinnow (Uckermark), ten westen van Schwedt, werd een op papier zelfstandige gemeente, die echter sinds 19 april 2022 mede-bestuurd wordt door de gemeente Schwedt/Oder. Schöneberg, inclusief Felchow en Flemsdorf, was in 2021 al een deel van Schwedt geworden. Door deze gebiedsuitbreiding in 2021-22 werd Schwedt 110 vierkante kilometer groter en kwamen er circa 4.000 inwoners bij.

### Bevolkingsstatistiek per stadsdeel en Ortsteil
Bron: flyer, gedownload van gemeentewebsite, genaamd Schwedt/Oder 2022, Die Stadt in Zahlen. Peildatum bevolkingscijfers: 31 december 2022, ontleend aan de burgerlijke stand van de stad. Tweede-woningbezitters zijn niet inbegrepen.
Gemeentetotaal: 34 371 personen (100,0 %)
mannelijk 16 709 (48,6 %)
vrouwelijk 17 662 (51,4 %)
Stadtteile (kernstad): totaal 26.004 personen:
- Zentrum 12.172
- Neue Zeit 5.495
- Talsand 4.108
- Am Waldrand 1.947
- Kastanienallee 2.282

Ortsteile: totaal 8.367 personen:
- Berkholz-Meyenburg 1.268
- Blumenhagen 218
- Briest 158
- Criewen 507
- Felchow 287
- Flemsdorf 158
- Gatow 268

- Grünow 99
- Heinersdorf 638
- Hohenfelde 204
- Jamikow 163
- Kummerow 100
- Kunow 340
- Landin 531

- Passow 934
- Schöneberg 302
- Schönermark 318
- Schönow 207
- Stendell 375
- Vierraden 848
- Zützen 444

## Geografie, infrastructuur

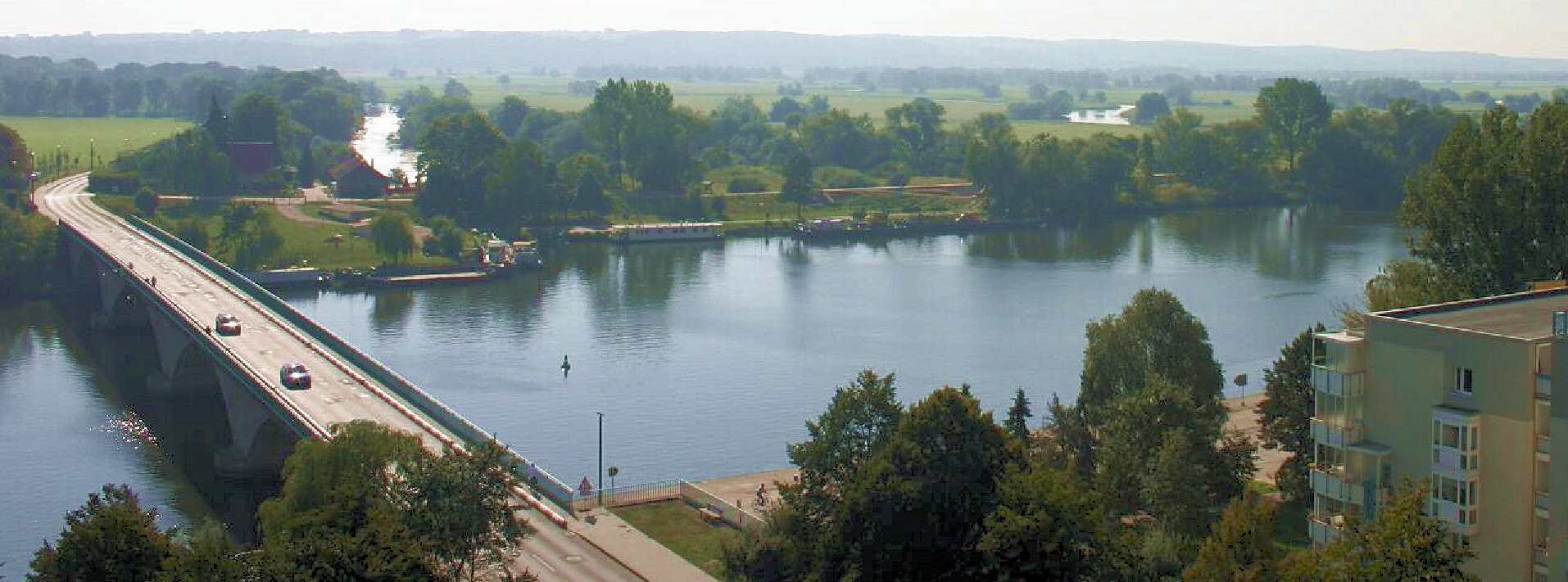
Brug over de Hohensaaten-Friedrichsthaler Wasserstraße bij Schwedt/Oder
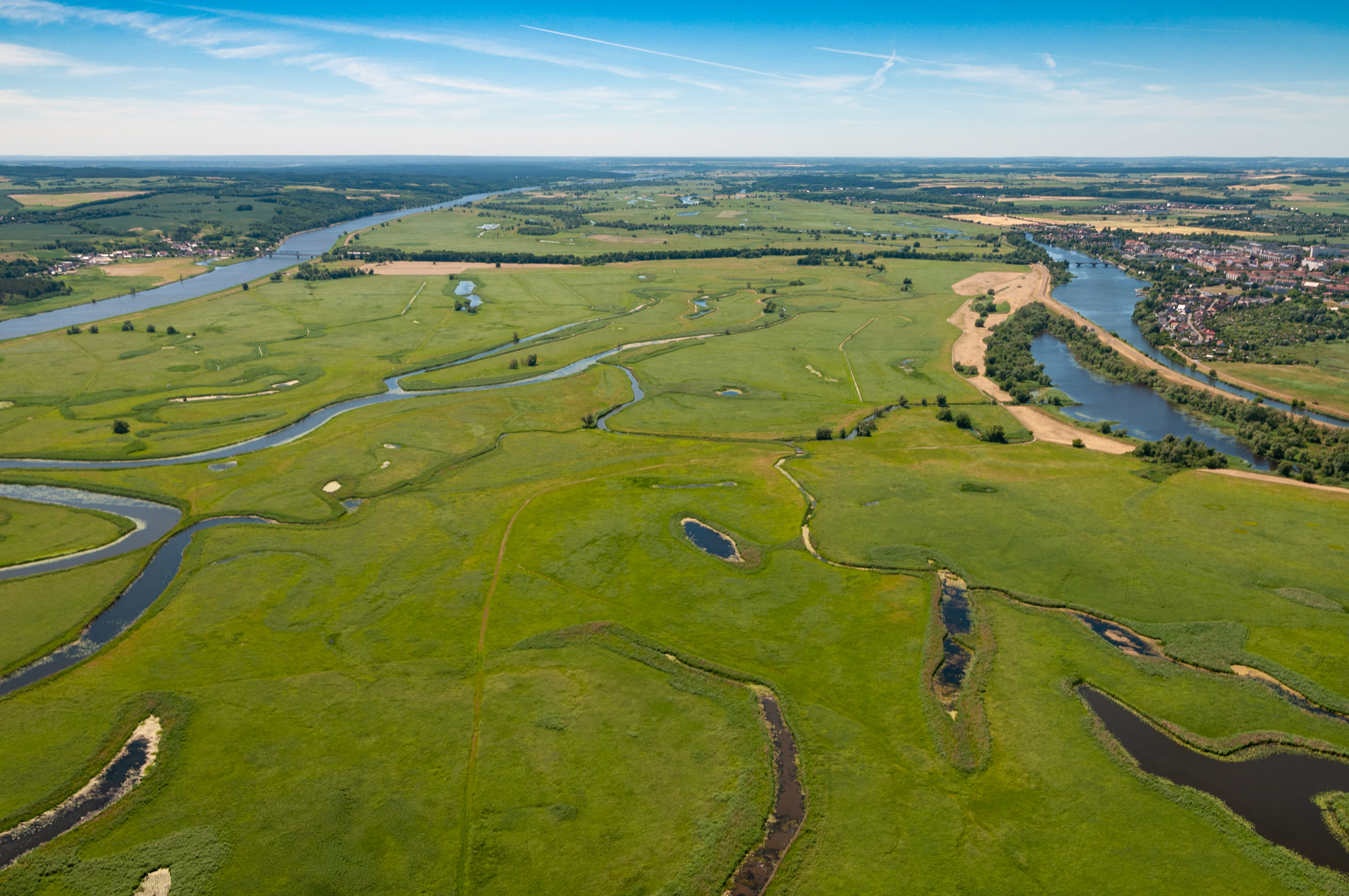
Luchtfoto (2006) Oderdal ten oosten van Schwedt (rechts op de foto); links Krajnik Dolny (Polen) en de Oderbrug in de B166
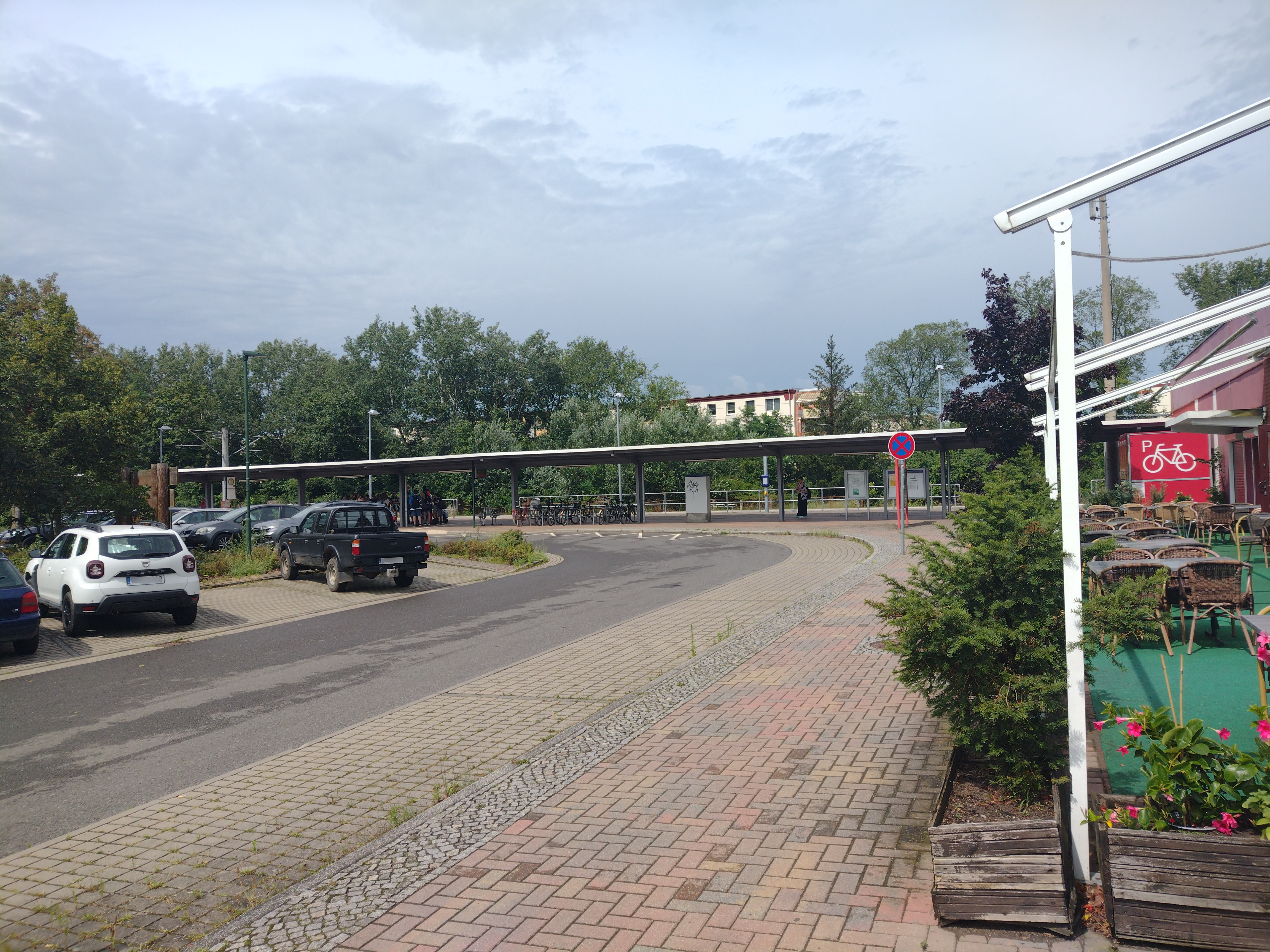
Station Schwedt (2024)
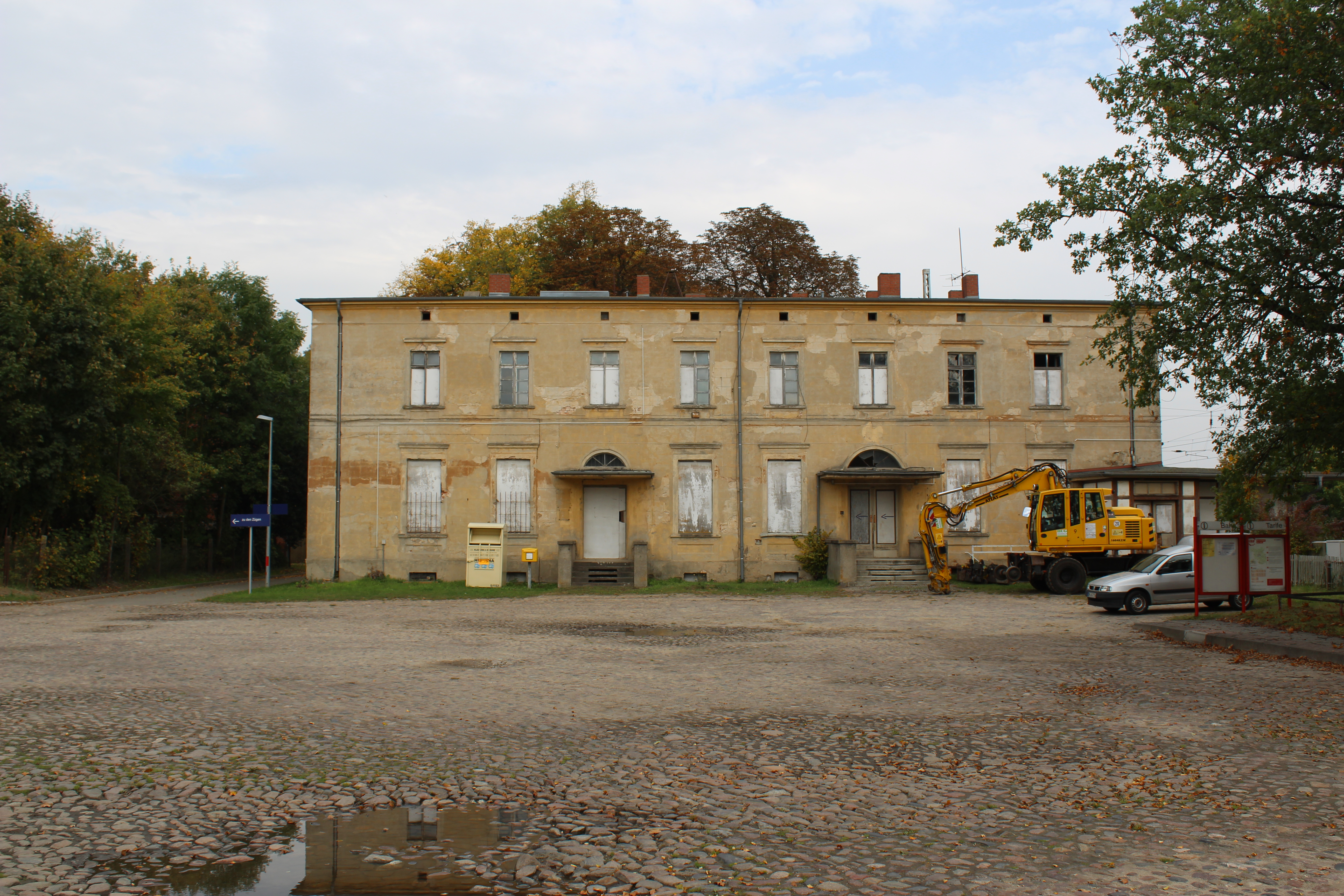
Voormalig stationsgebouw te Passow (foto uit 2017)
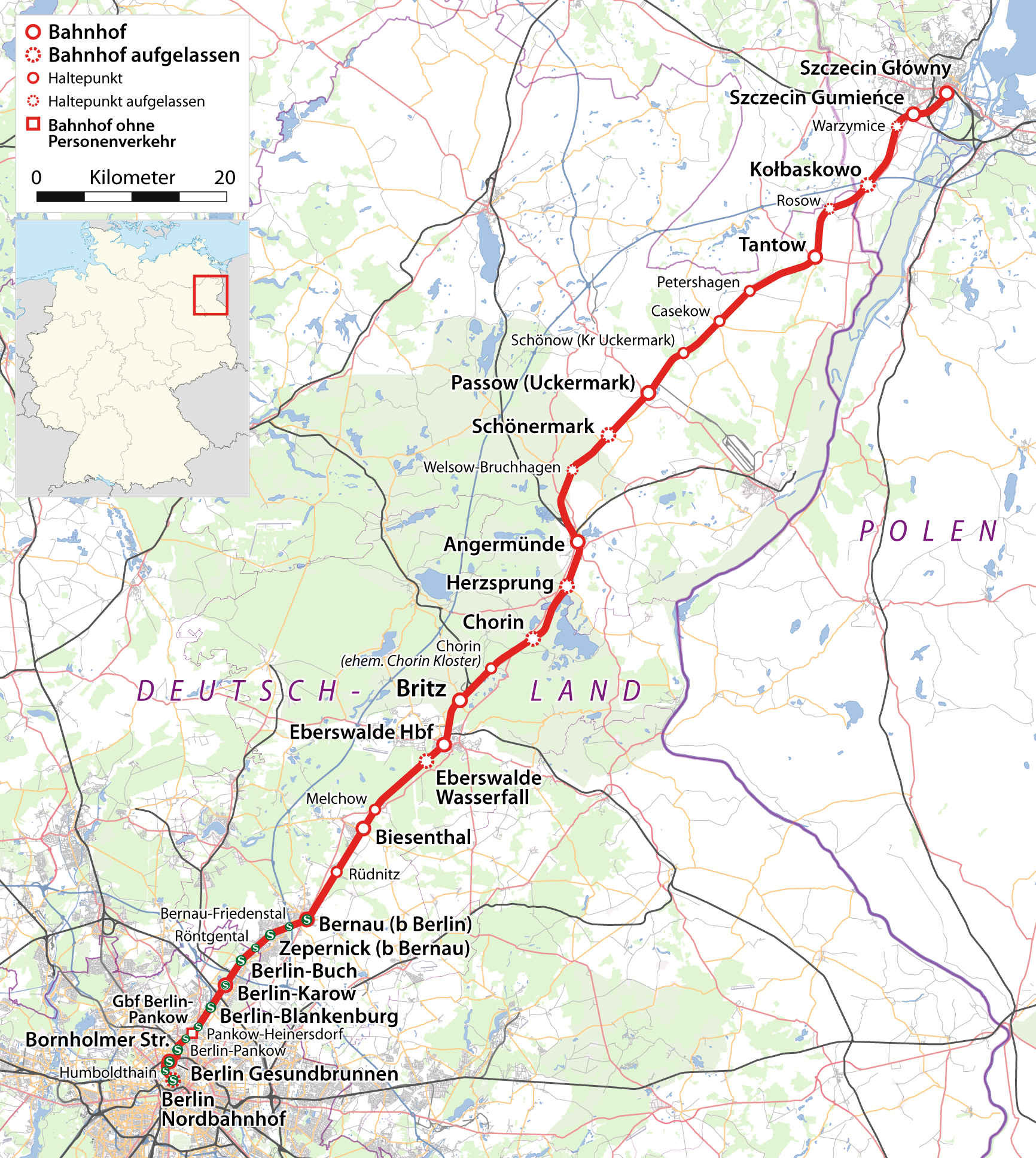
Kaart spoorlijn Berlijn-Stettin
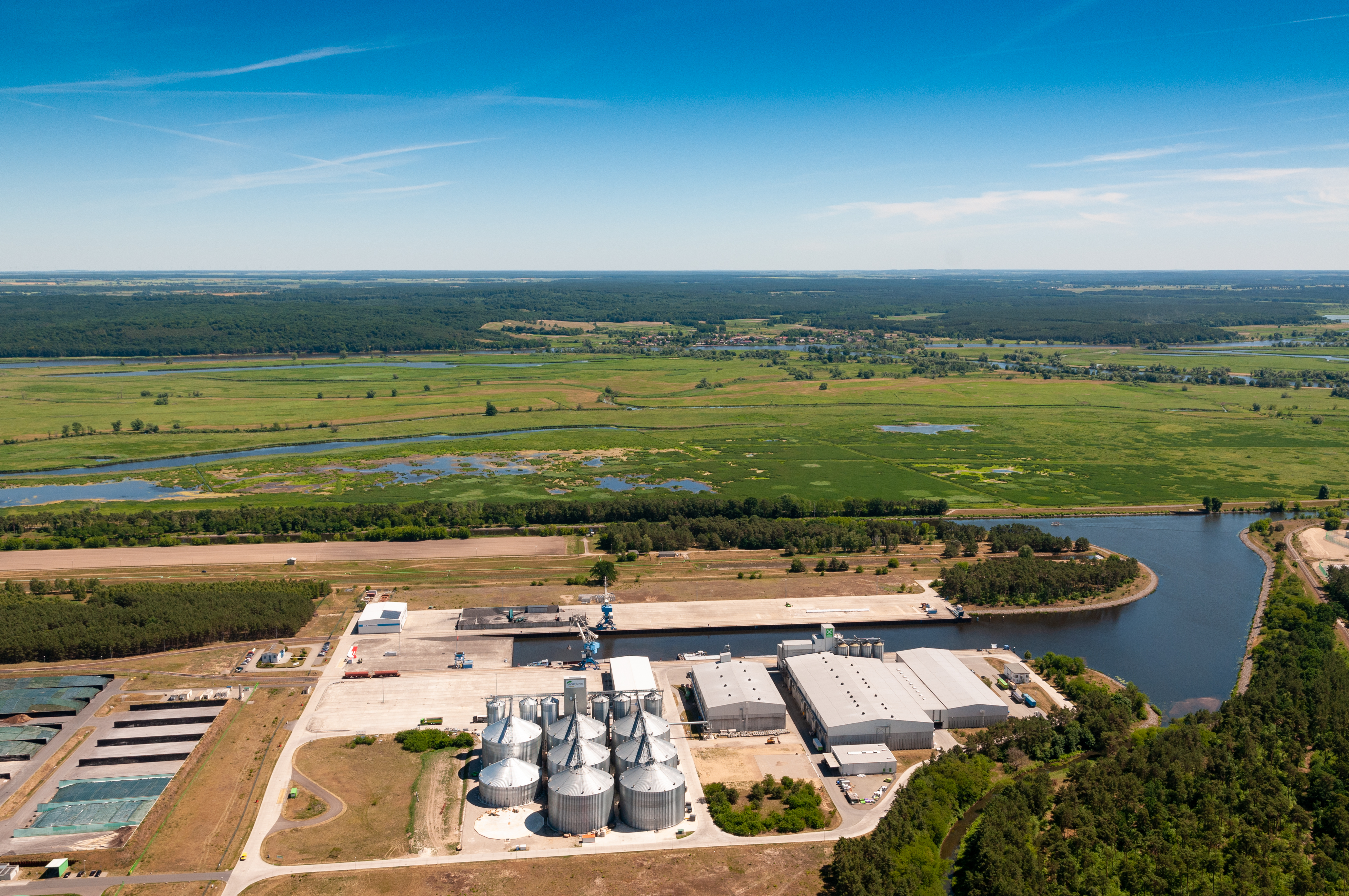
Binnenhaven

Schwedt/Oder ligt in het oosten van de landstreek Uckermark, aan de grens met Polen en op een kleine, lage heuvelrug (geologisch: opgehoopt sandr-materiaal) direct ten westen van het dal van de rivier de Oder. De Duits-Poolse grens heet ook wel de Oder-Neissegrens. In het Oderdal liggen tussen de stad en de rivier zogenaamde wetlands, die ten dele natuurlijke uiterwaarden zijn, welke bij hoogwater onderlopen; deze vlaktes zijn doorsneden door prielen, en vormen een voor water- en weidevogels aantrekkelijk leefgebied. Ook zijn er enkele retentiegebieden, die ter plaatse polder genoemd worden. Dit rivieroevergebied maakt sinds 1995 deel uit van een nationaal park (Nationalpark Unteres Odertal).

### Infrastructuur
In de stad kruisen de Bundesstraße 2 en de, naar de Poolse grens lopende, Bundesstraße 166 elkaar. Op circa 25 km ten noordwesten van Schwedt/Oder gaat de B166 over in de Autobahn A 20. Deze kruist hier op Kreuz Uckermark de Autobahn A 11.
Station Schwedt (Oder), geopend in 1873, ligt aan een kleine, 23 km lange spoorlijn naar Station Angermünde, vanwaar men met andere treinen bijna alle grote steden in de noordelijke helft van Duitsland kan bereiken. Op 1,4 km ten westen van dit station ligt, aan dezelfde spoorlijn, nog een spoorweghalte Schwedt Mitte, met daarvóór een belangrijke bushalte. Een goederenspoor leidt van Station Schwedt (Oder) nog noordwaarts, naar de LEIPA-papierfabriek.
Aan de spoorlijn Berlijn - Szczecin liggen te Passow en Schönow spoorweghaltes binnen de gemeentegrenzen. Het in deze streek gelegen deel van deze spoorlijn is sinds 2022 in renovatie, o.a. uitbouw van enkel- naar dubbelsporig. Daarom rijden er voorlopig alleen incidenteel goederentreinen overheen. Vanaf 2026 of 2027 zullen hier weer passagierstreinen stoppen. Mogelijk wordt de halte te Schönow in 2026 opgeheven; er stapten in de jaren tot 2022 dagelijks erg weinig passagiers in en uit.
Sinds 1926 loopt door het Oderdal, tussen de stad Schwedt en de rivier in, een 42 km lang parallelkanaal ten behoeve van de binnenscheepvaart. Dit is de Hohensaaten-Friedrichsthaler Wasserstraße. Hier had vanaf 1859 al een, 17 km lang, kleiner kanaal gelopen. Aan dit kanaal beschikt Schwedt over een binnenhaven.

### Naburige gemeentes
Grote steden in de directe omgeving ontbreken. De dichtstbij gelegen stad met meer dan 100.000 inwoners is Stettin in Polen, 50 km ten noorden van Schwedt. Schwedt ligt bijna 100 km ten noordoosten van Berlijn.
Naburige plaatsen zijn:
- In het noorden:
  - Gartz
  - Hohenselchow
  - Casekow
- In het westen: Zichow
- In het zuidwesten:
  - Angermünde
  - Pinnow
- In het oosten en zuidoosten, aan de overkant van de Oder, in Polen, o.a.:
  - Widuchowa, powiat Gryfino
  - Ognica, gem. Chojna
  - Krajnik Dolny, gem. Chojna, met een brug over de Oder.

## Geschiedenis

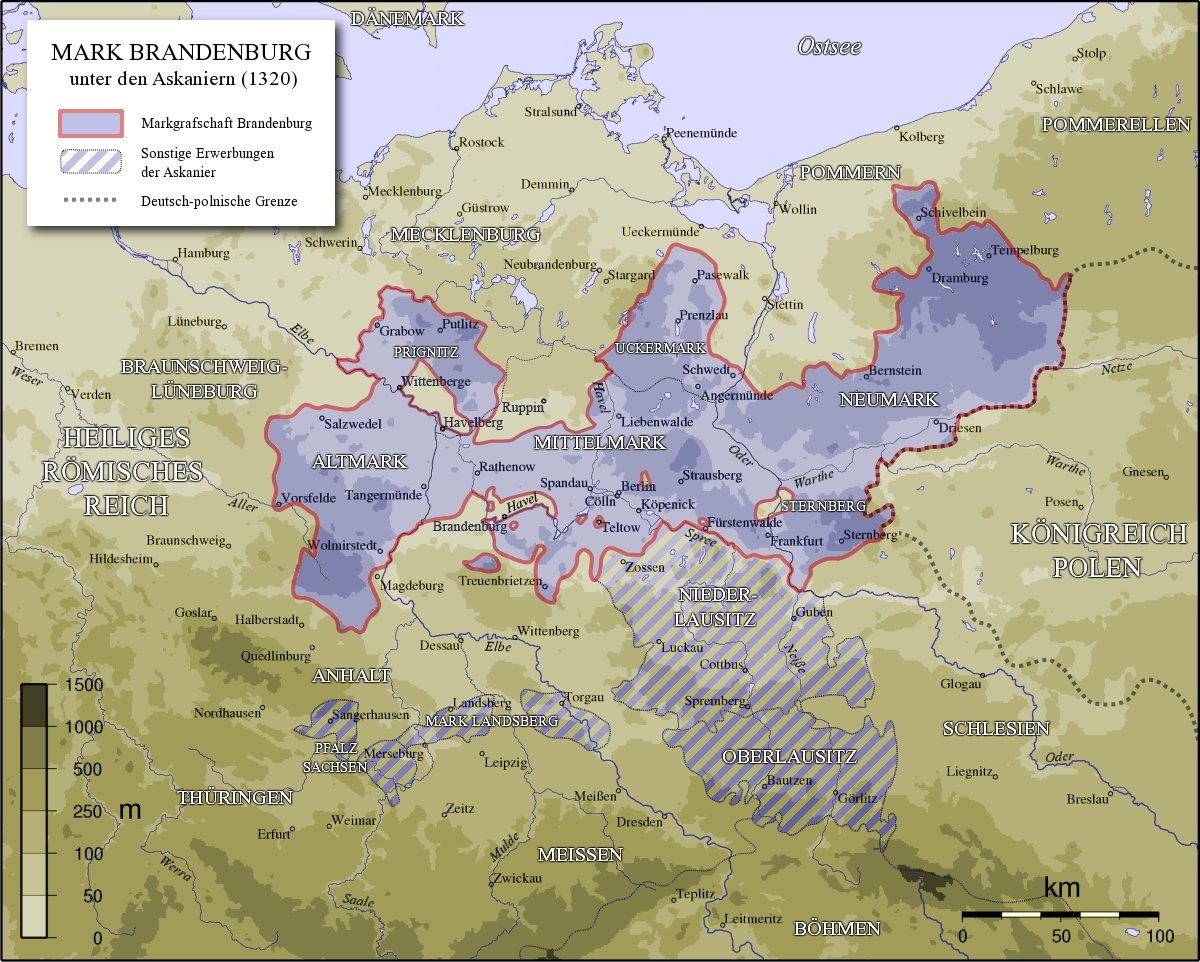
Kaart Mark Brandenburg, 1320; Schwedt ligt iets rechts boven het midden.
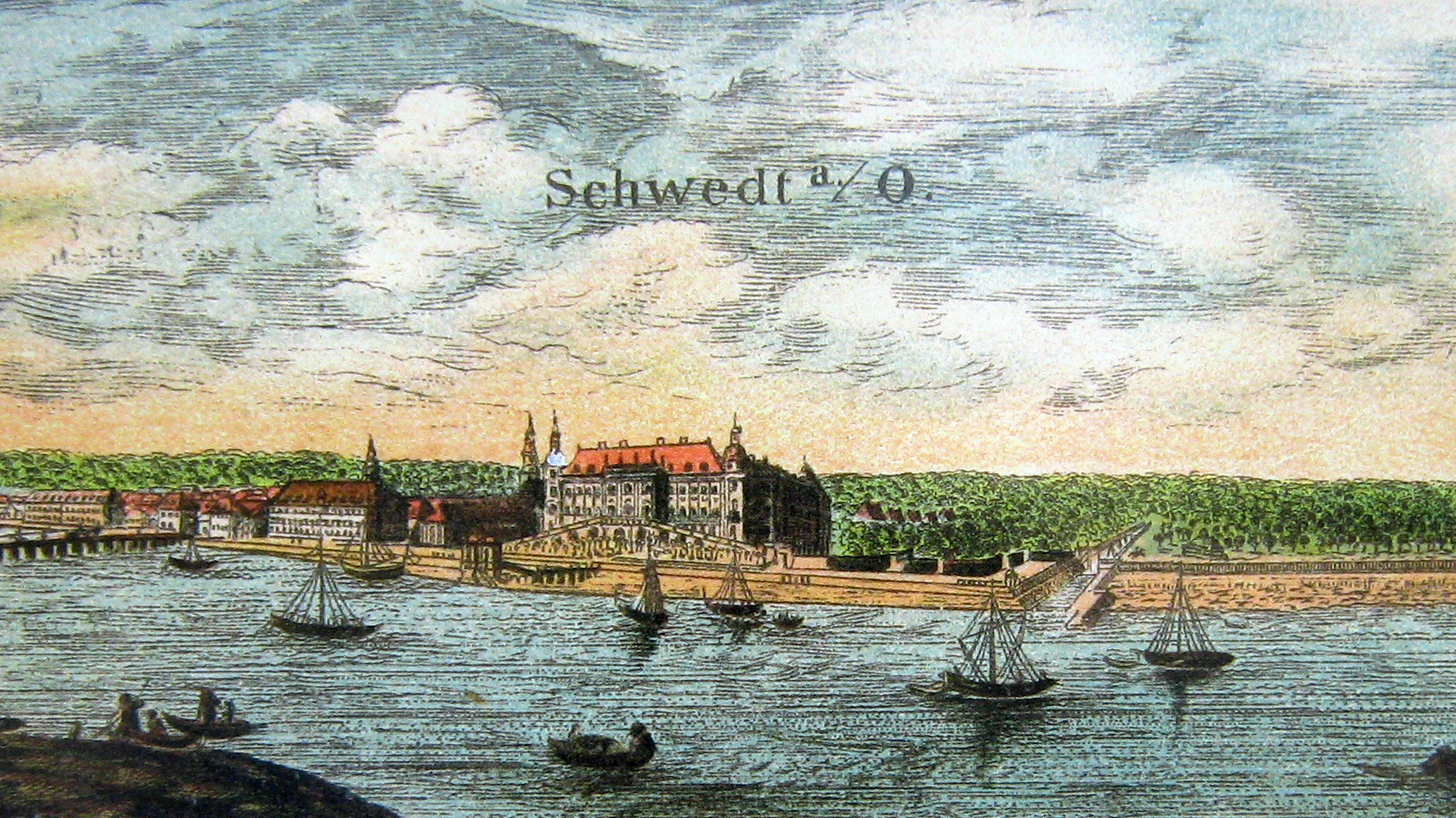
Kasteel Schwedt, vóór de laatste renovatie (tekening uit 1669)
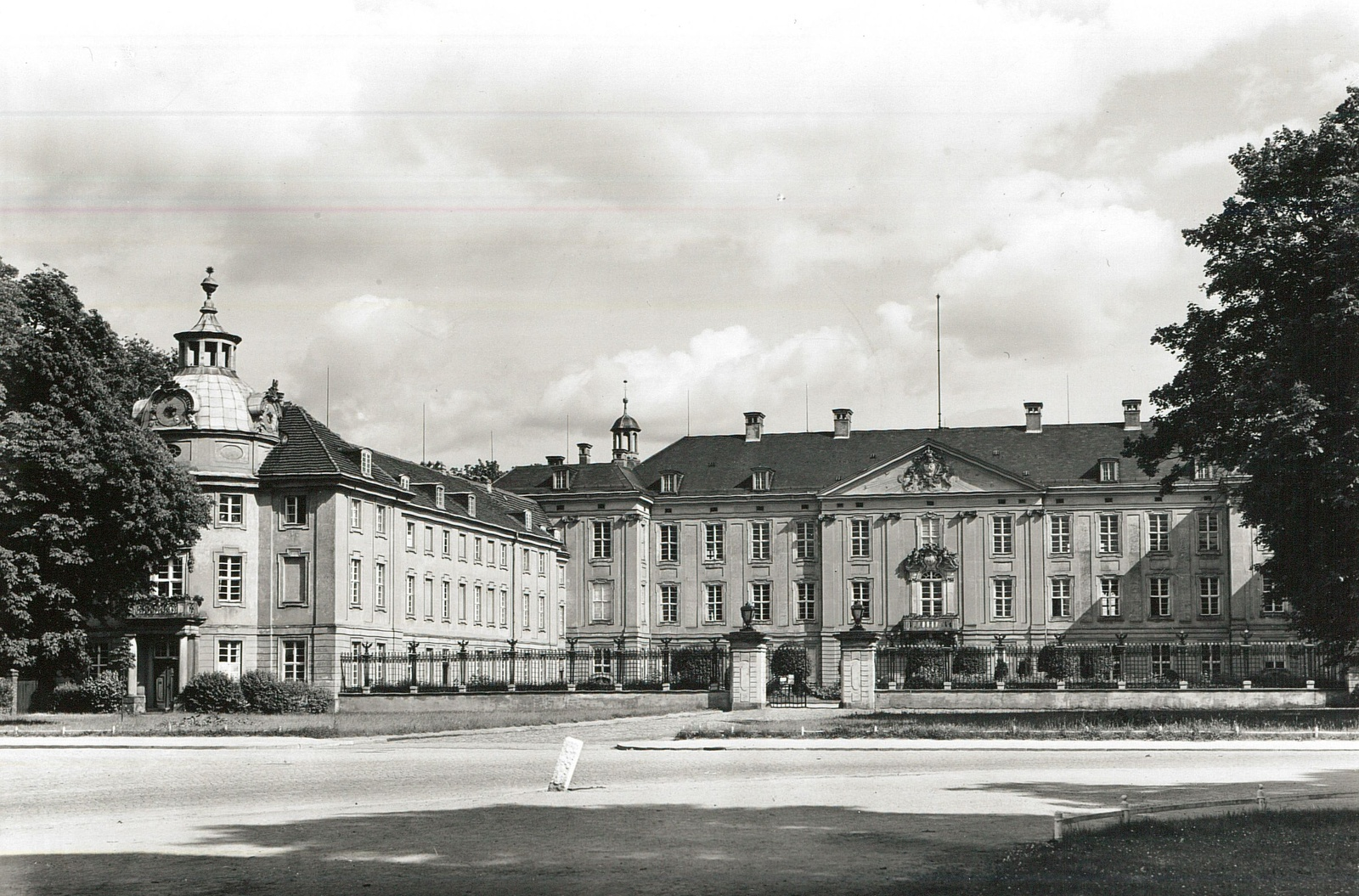
Kasteel Schwedt, bouwjaar 1685 (1938, ansichtkaart)
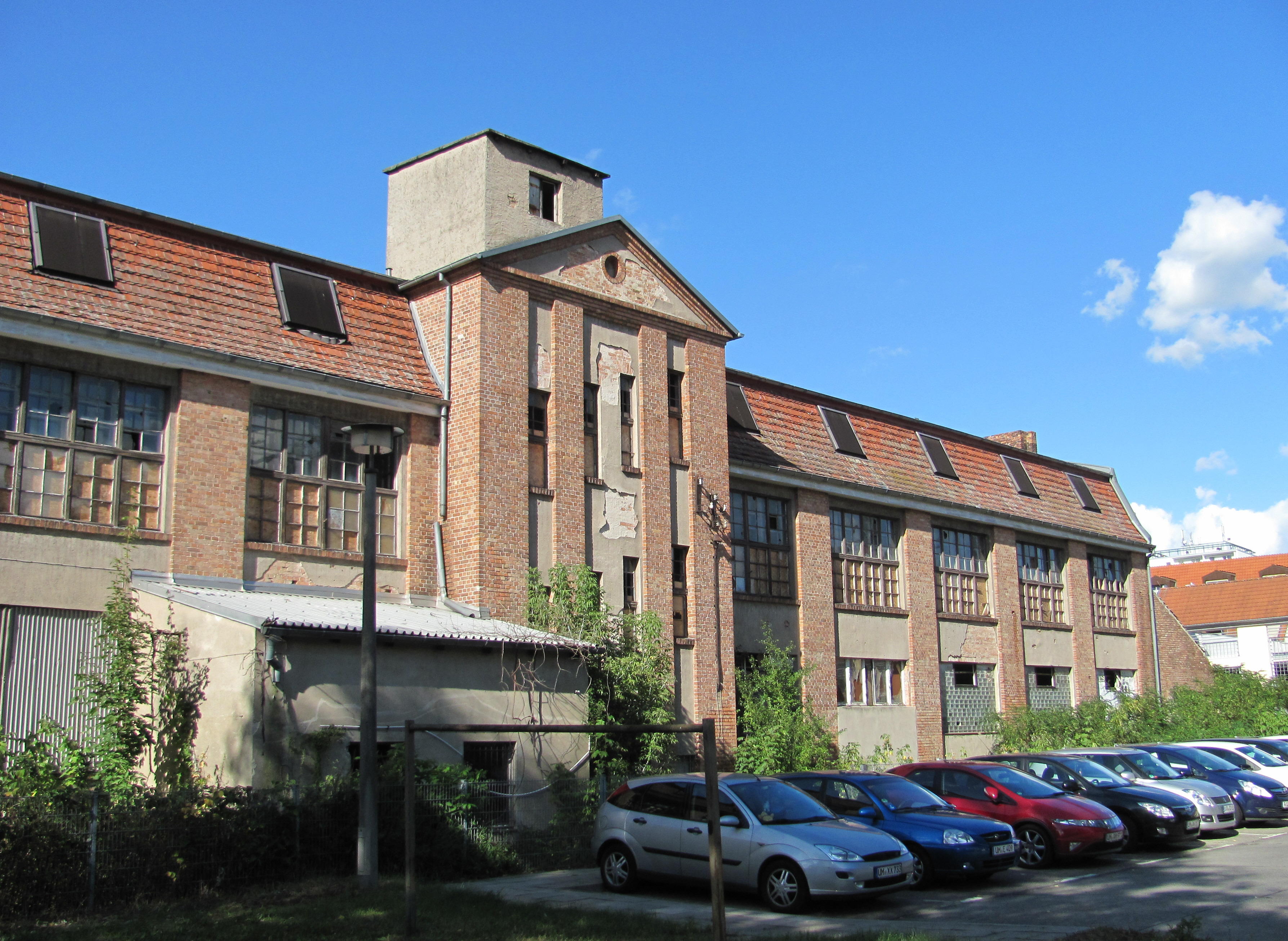
Voormalige sigarettenfabriek Dieterle

De plaatsnaam Schwedt is waarschijnlijk van Slavische oorsprong. Veel geleerden duiden de betekenis van de naam als licht (natuurverschijnsel); vergelijk Pools: Światło, licht. Schwedt wordt als Scwet in 1265 voor het eerst in een document vermeld. Het verkreeg nog in de middeleeuwen stadsrechten, wanneer precies is niet meer bekend. Zeker is, dat het stadsrecht in 1515 werd bevestigd. In 1517 verkreeg ook het 3 km verder naar het noorden gelegen Vierraden stadsrechten. De 16e eeuw was een economische bloeiperiode voor Schwedt, gelegen op een kruispunt van handelsroutes over land en over water. 
In de 16e eeuw werd de streek als gevolg van de Reformatie protestants.  Tot op de huidige dag zijn verreweg de meeste van de, overigens slechts weinige, christenen in de gemeente evangelisch-luthers. De in dit artikel genoemde kerkgebouwen zijn dat ook, tenzij anders vermeld. De Dertigjarige Oorlog (1618-1648) verliep rampzalig voor Schwedt en Vierraden; in 1648 was de stad Schwedt zo goed als ontvolkt en met de grond gelijkgemaakt. Na een periode van onderdrukking van de bevolking, door een in de geschiedenisboekjes van winstbejag betichte pachter, verkreeg in 1670 keurvorstin Dorothea de heerlijkheid Schwedt en Vierraden. Zij liet in 1685 het vervallen kasteel van Schwedt in barokstijl herbouwen. Twee kilometer verderop verrees nog een klein, nog bestaand, lustslot, Monplaisir. Vorstin Dorothea, die de vrouw was van de Grote Keurvorst Frederik Willem I van Brandenburg, deed veel voor het herstel en de economische ontwikkeling van het gebied rondom Schwedt.
Van 1689-1788 bestond een zijlinie van het Huis Hohenzollern genaamd Brandenburg-Schwedt. Deze markgraven hebben niet daadwerkelijk over dit gebied geregeerd, maar er wel geresideerd, en in de late 18e eeuw de stad ook tot culturele bloei gebracht. Schwedt was van de middeleeuwen tot aan de Napoleontische tijd steeds gelegen in  de Mark Brandenburg, direct ten zuiden van de grens met Pommeren, en vanaf 1713 in Pruisen.
Aan het eind van de 17e eeuw kregen protestantse vluchtelingen uit Frankrijk, Hugenoten, de mogelijkheid, zich hier te vestigen. Zij voerden, op initiatief van keurvorstin Dorothea, de teelt en verwerking van tabak in. Dit was tot en met de 19e eeuw een zeer belangrijke bedrijfstak. In de gehele regio, o.a. te Vierraden,  staan er nog oude tabaksschuren en -opslaggebouwen. De late 19e en vroege 20e eeuw waren te Schwedt, zoals ook op veel plaatsen elders in Duitsland, een periode van economische groei, industriële en logistieke modernisering (Gründerzeit).
Van 1862 tot aan de Kristallnacht in november 1938 bestond te Schwedt een synagoge. 
In het begin van 1945, aan het eind van de Tweede Wereldoorlog, is er wekenlang zwaar om Schwedt gevochten. De bekende officier Otto Skorzeny nam er in februari aan Duitse zijde aan de strijd deel. Schwedt zelf werd voor 85%, Vierraden bijna geheel verwoest. Het Russische Rode Leger wist de stad in april uiteindelijk te veroveren. 
Schwedt behoorde van 1949 tot 1990 tot de communistische DDR. In de stad was van 1968 tot 1990 de enige militaire strafinrichting van dat land, een gevreesd instituut, gevestigd. Eén van de gebouwen van dit complex bestaat nog en is verbouwd tot opvangcentrum voor daklozen.
Ten tijde van de DDR werd de industrie, waaronder de nog bestaande olieverwerkende en papierindustrie (de nog bestaande grote papierfabriek werd opgericht in 1961, de raffinaderij al in 1958; de Droezjba-oliepijpleiding kwam in 1963 in gebruik), sterk uitgebreid. Omstreeks 1985 had Schwedt een record-aantal inwoners, circa 54.000. Voor deze mensen werden vele rijen Plattenbau-flatwoningen gebouwd. Het voormalige kasteel van de stad, dat in de Tweede Wereldoorlog was verwoest, werd niet herbouwd. Op de plaats van de kasteelruïne, dichtbij de Oder, verrees een groot cultuur- en amusementscentrum.
Na de Duitse hereniging in 1990 werd de industrie gemoderniseerd conform Westerse economische maatstaven. Dat leidde tot massa-ontslagen en ook sluiting van een aantal bedrijven. Wel 40% van de inwoners trokken weg naar economisch sterkere regio's van Duitsland. Het bevolkingscijfer schommelde van 2000 tot aan de gemeentelijke uitbreiding in 2022, rond de 29.000. Onder de achterblijvers werd de werkloosheid groot, wat vanaf circa 1995 leidde tot een sterk toenemende aanhang van politiek extreem-rechtse groeperingen en ook tot gewelddadigheden en vernielingen. Met subsidie van hogere overheden probeert de gemeente sindsdien, een aantrekkelijker woon- en werkklimaat te realiseren. Verscheidene flatblokken zijn gesloopt en hebben plaats gemaakt voor eengezinswoningen, openbaar groen, sportvelden e.d.. Ook wordt vervangende werkgelegenheid gezocht, o.a. door het daartoe opknappen van oude, lege bedrijfspanden.

## Economie

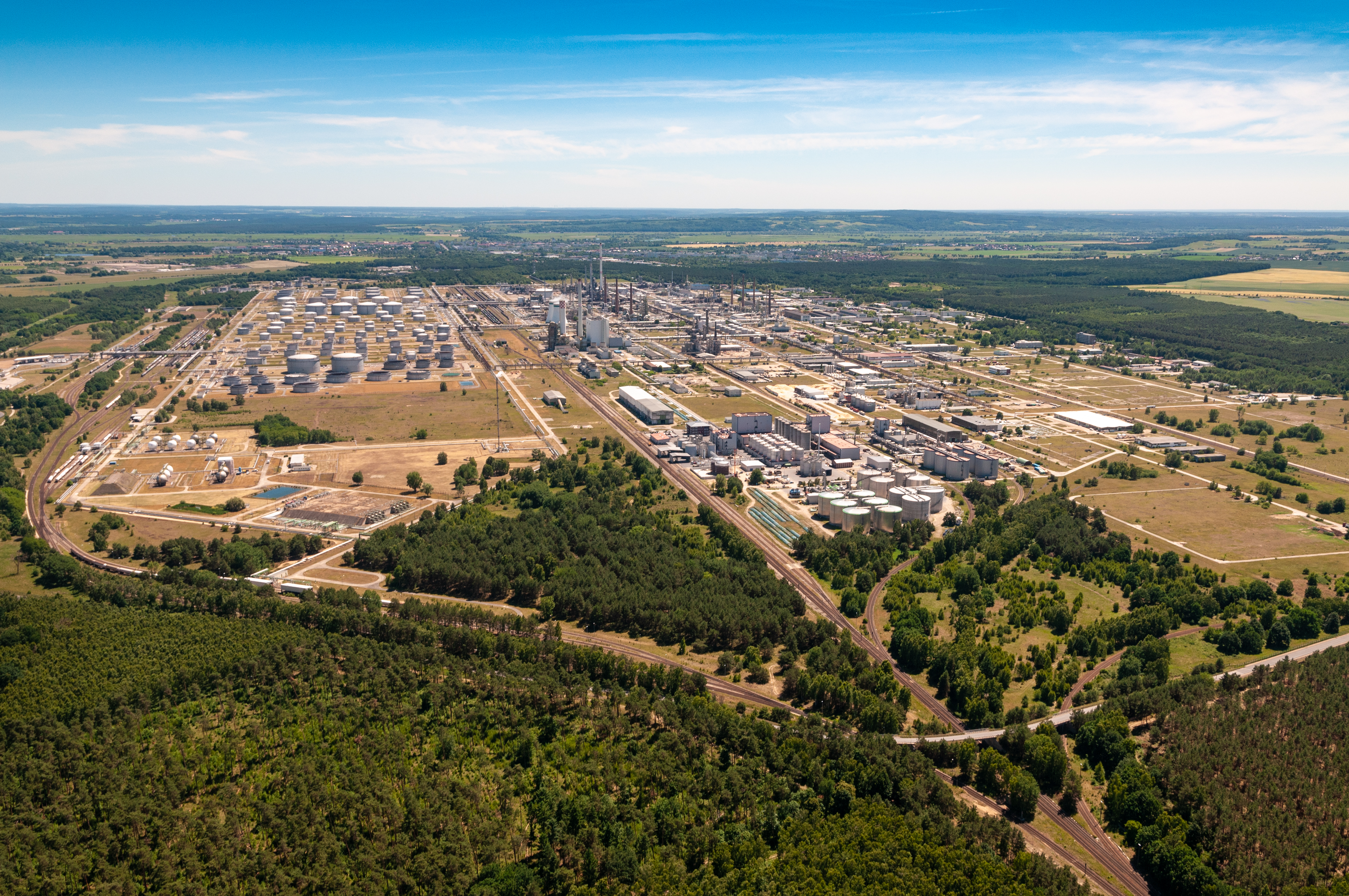
PCK-raffinaderij
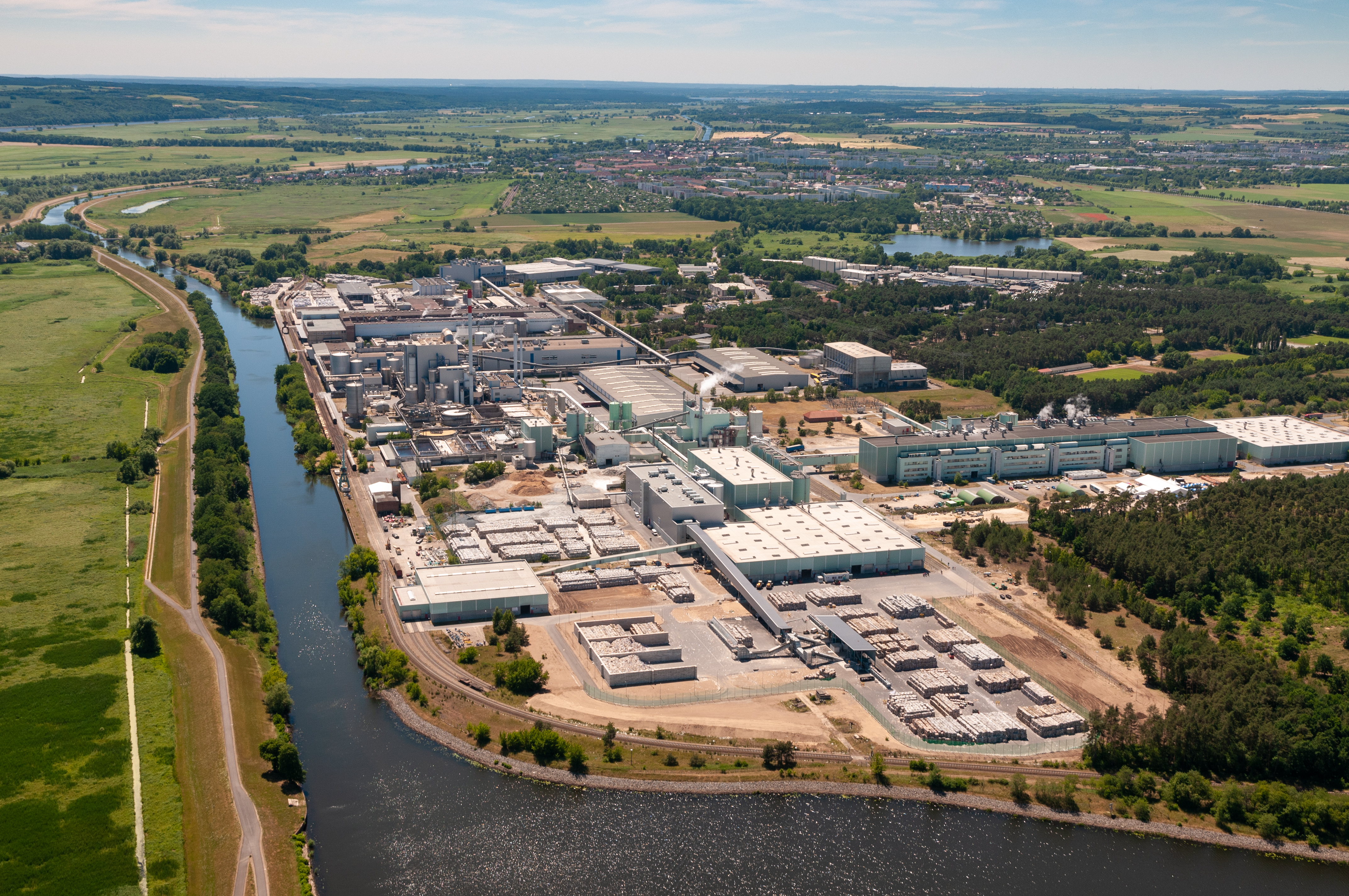
Papierfabriek

Schwedt is, ook na de Duitse hereniging van 1990 en de sluiting van veel, naar Westerse maatstaven onrendabele, bedrijven een industriestad gebleven.
Zeer belangrijk is de aardolie-verwerking en -doorvoer. De zeer grote raffinaderij PCK ten noordwesten van de stad en de grote, uit Rusland komende, oliepijpleiding Droezjba-pijpleiding is sedert de Russische invasie van Oekraïne sinds 2022 wegens de westerse boycotmaatregelen tegen Rusland grotendeels buiten bedrijf.
Zeer belangrijk voor Schwedt/Oder is ook de grote papierfabriek van de firma Leipa Group, de op één na grootste van geheel Duitsland, die jaarlijks 1,5 miljard kilo oud papier recyclet.

## Bezienswaardigheden
- Schwedt/Oder beschikt over tal van mogelijkheden om toneelvoorstellingen,  concerten e.d. te bezoeken.
- In een drie verdiepingen hoge, bakstenen, 19e-eeuwse voormalige tabaksloods te Vierraden is een groot Tabakmuseum, met museumcafé, gevestigd.  Dit wordt als de belangrijkste bezienswaardigheid  van de gemeente  beschouwd.  Het museum is geopend van mei t/m oktober.
- Veel van de dorpjes, die nu Ortsteile van Schwedt/Oder zijn, bezitten een oude, soms natuurstenen  dorpskerk. Een aantal van die kerkgebouwen heeft een kunsthistorisch interessant interieur.

## Afbeeldingen

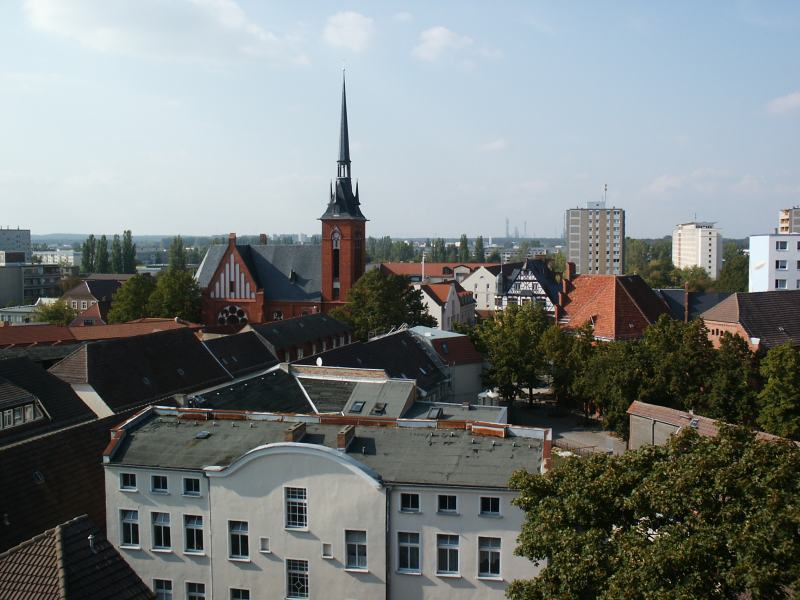
Het centrum van de stad
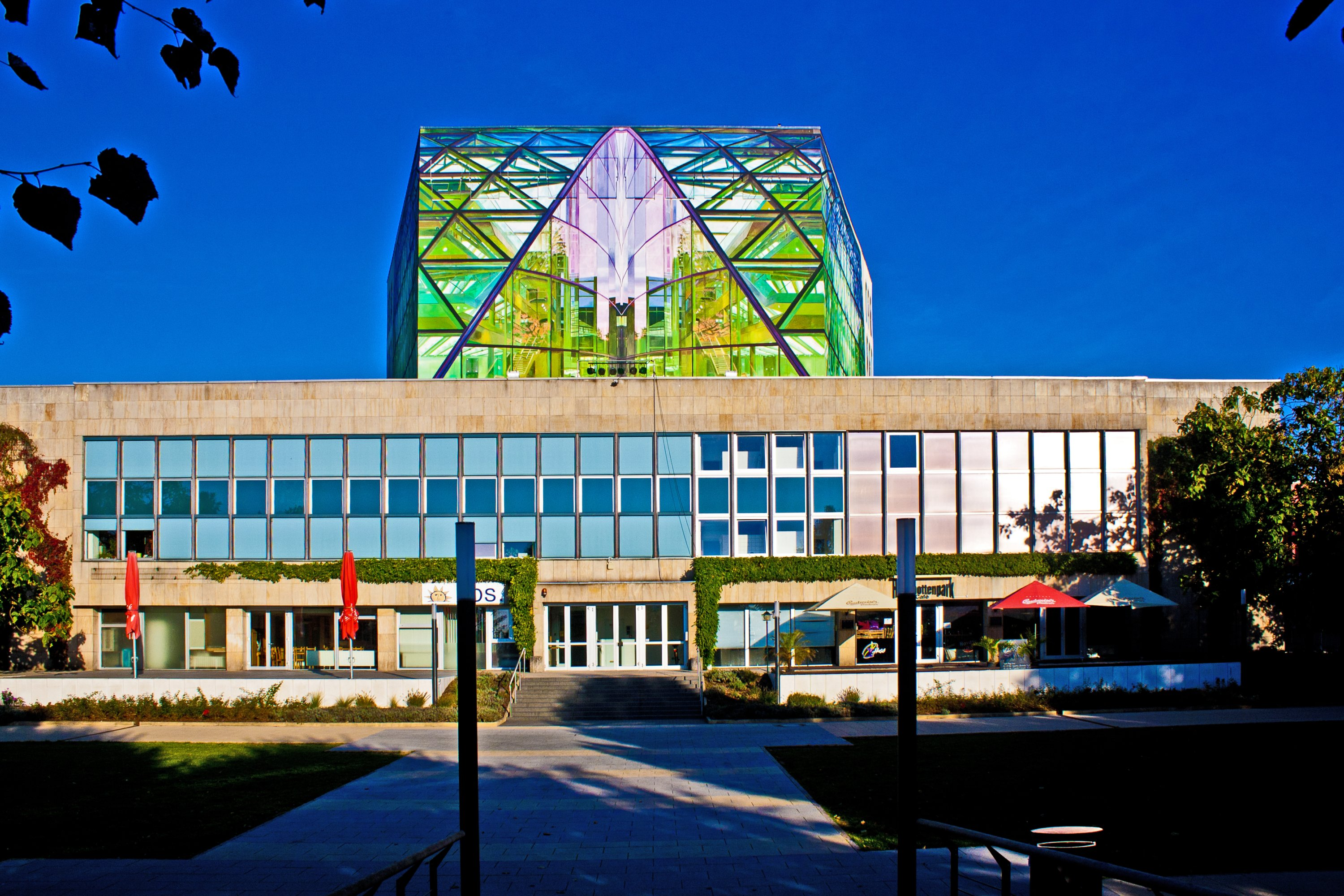
Theater UBS (Uckermärkische Bühnen Schwedt), op de plek van het vroegere kasteel
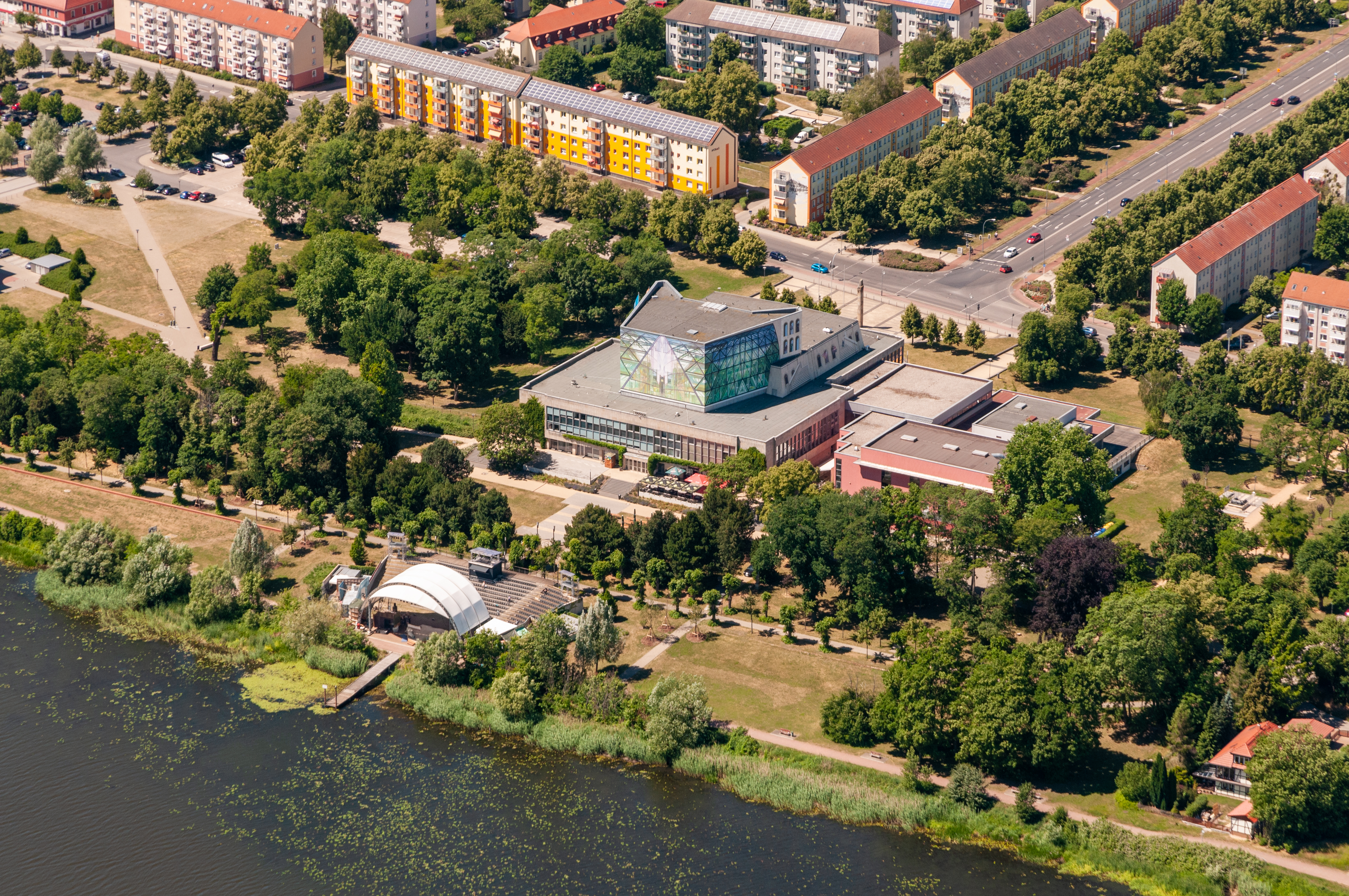
Idem, luchtfoto
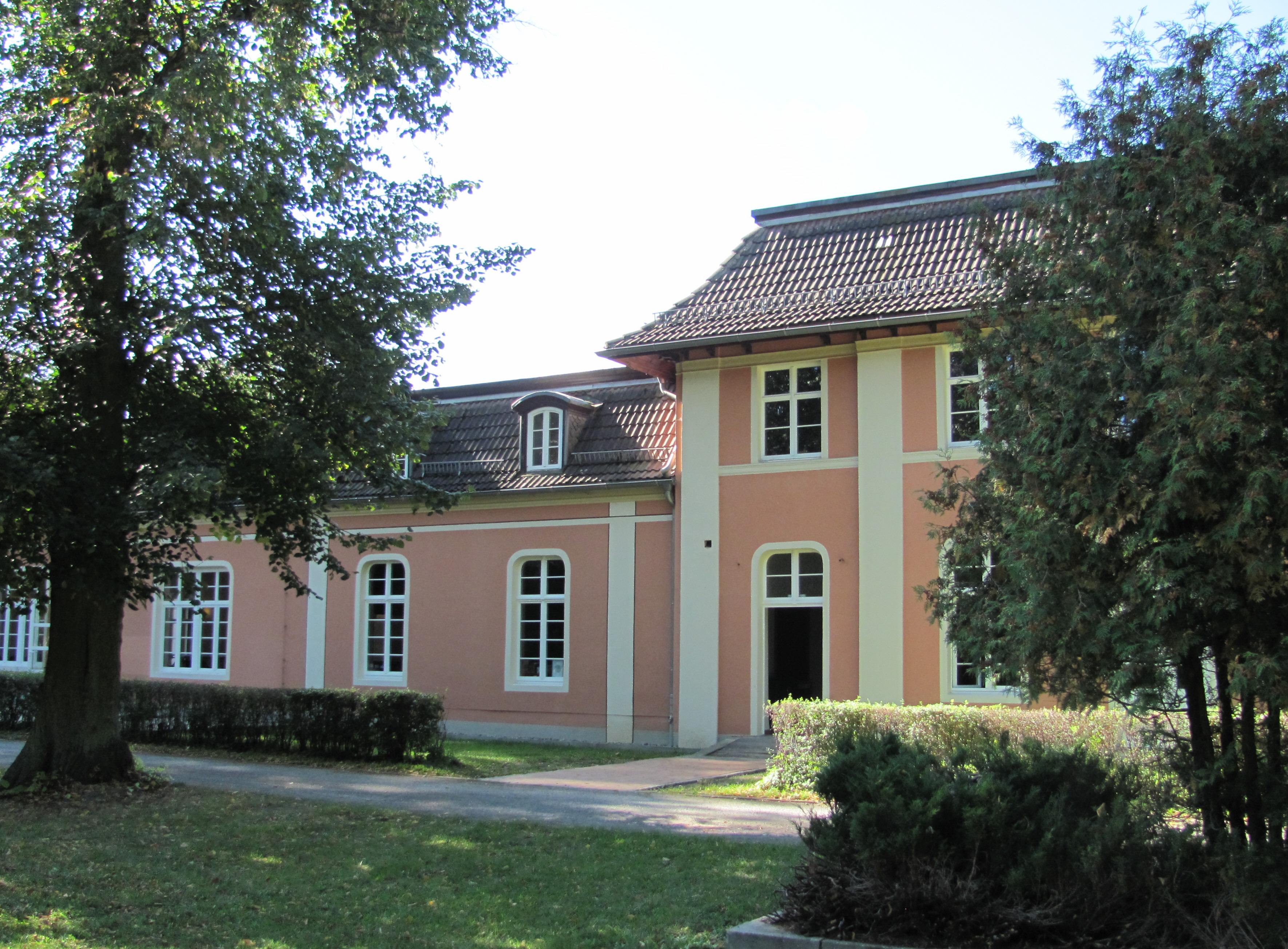
Voormalig lustslot Mon Plaisir, in gebruik als evenementenlocatie
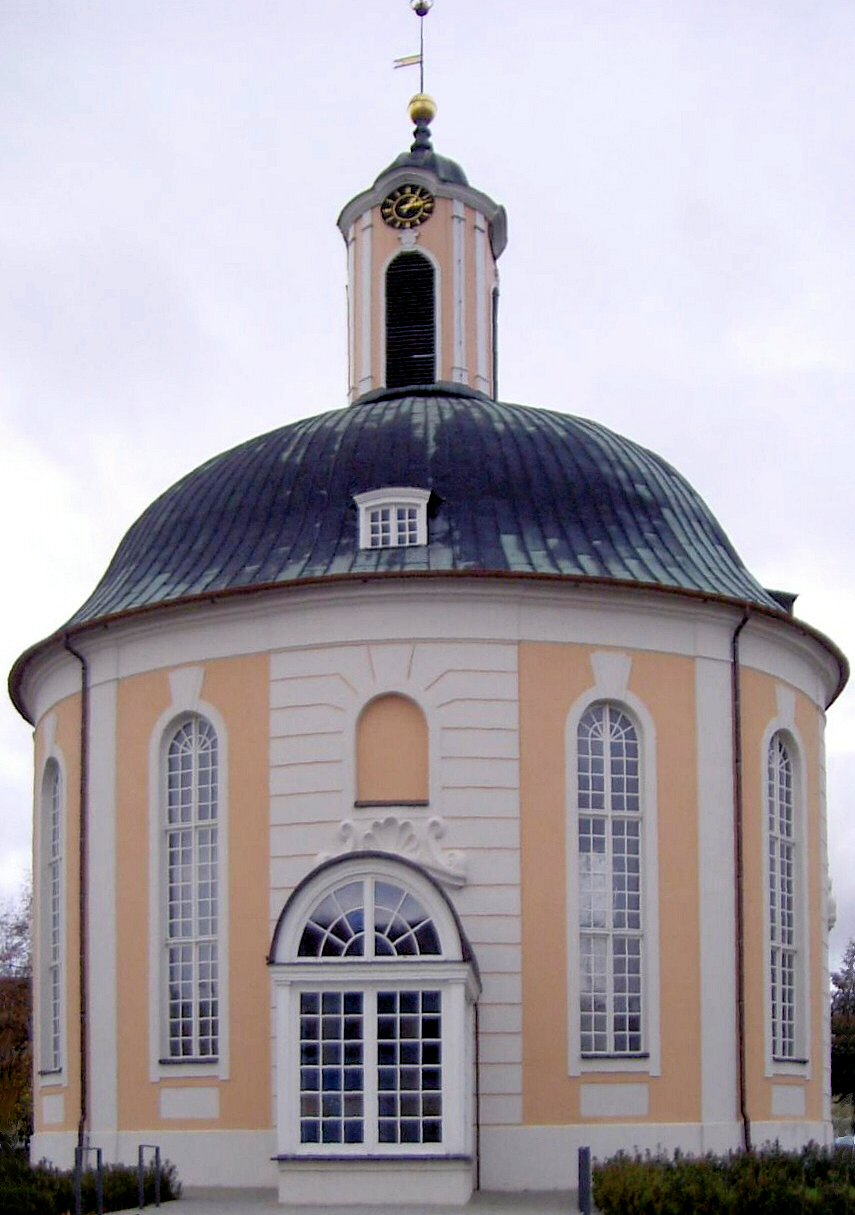
Waalse Kerk, Hugenotenkerk of Berlischky-Paviljoen, 1779, in gebruik als concertzaal
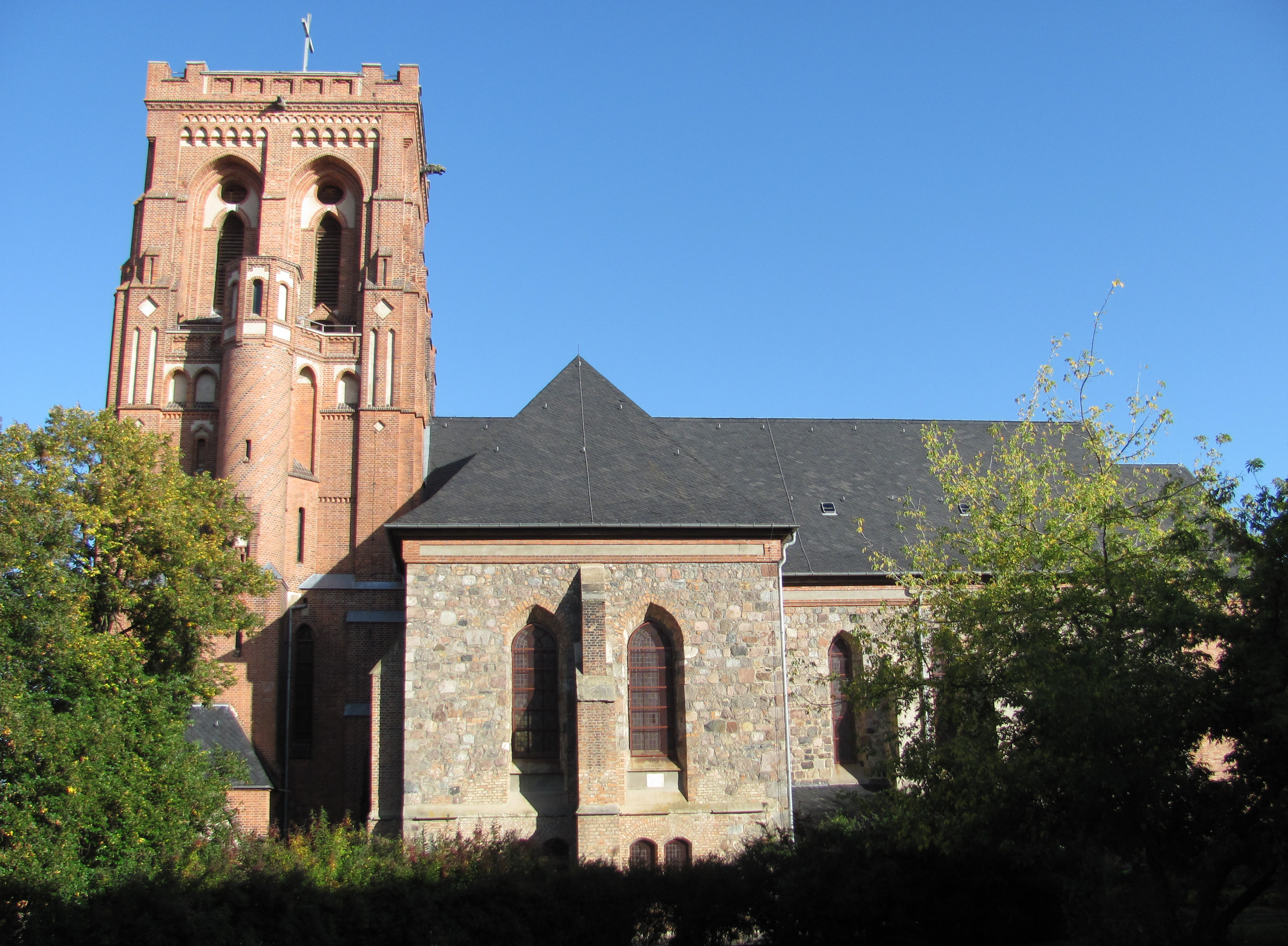
Schwedt,  Catharinakerk (1887; herbouwd  in 1956)
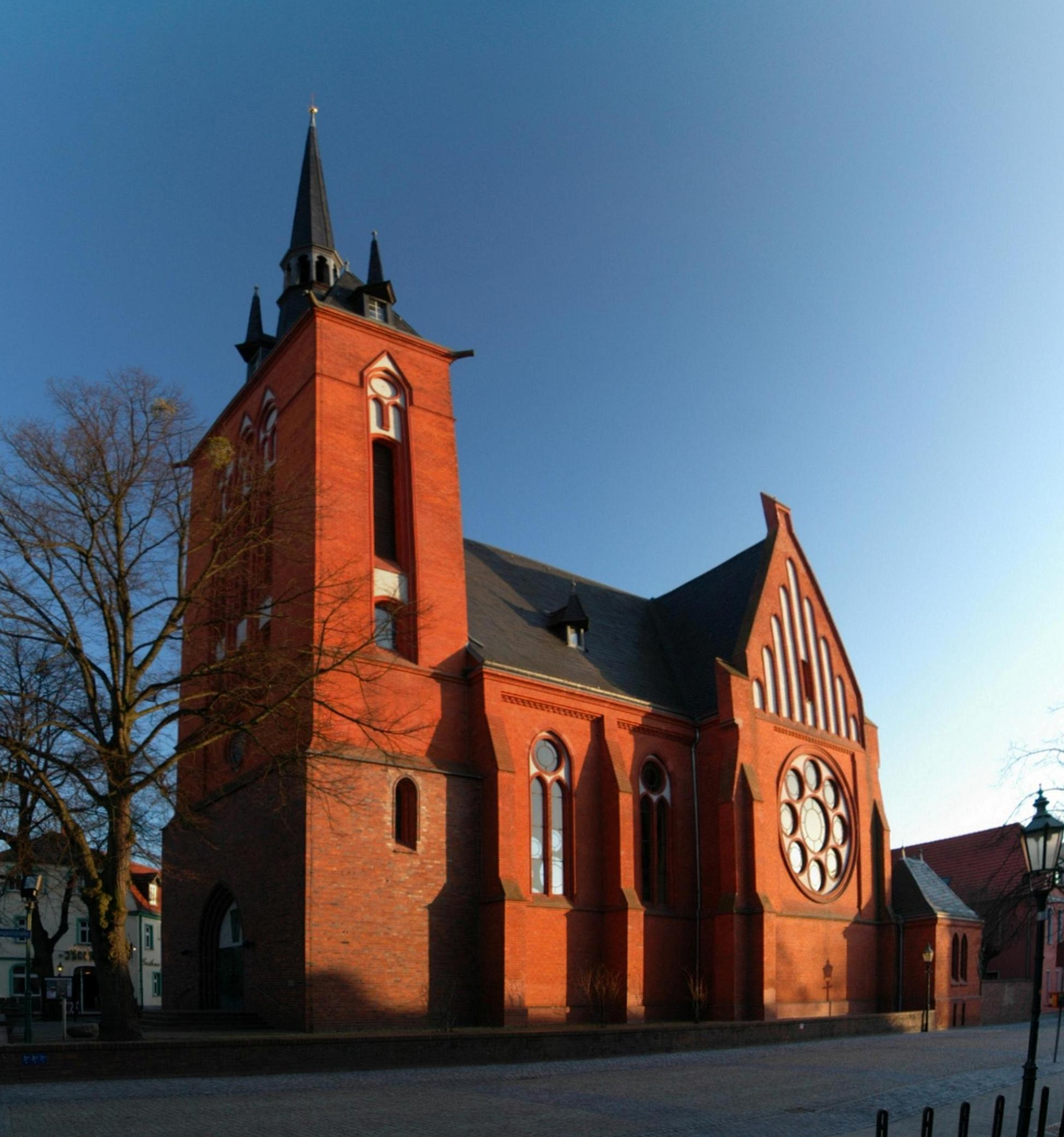
Schwedt, R.K. Maria-Hemelvaartkerk (1898)
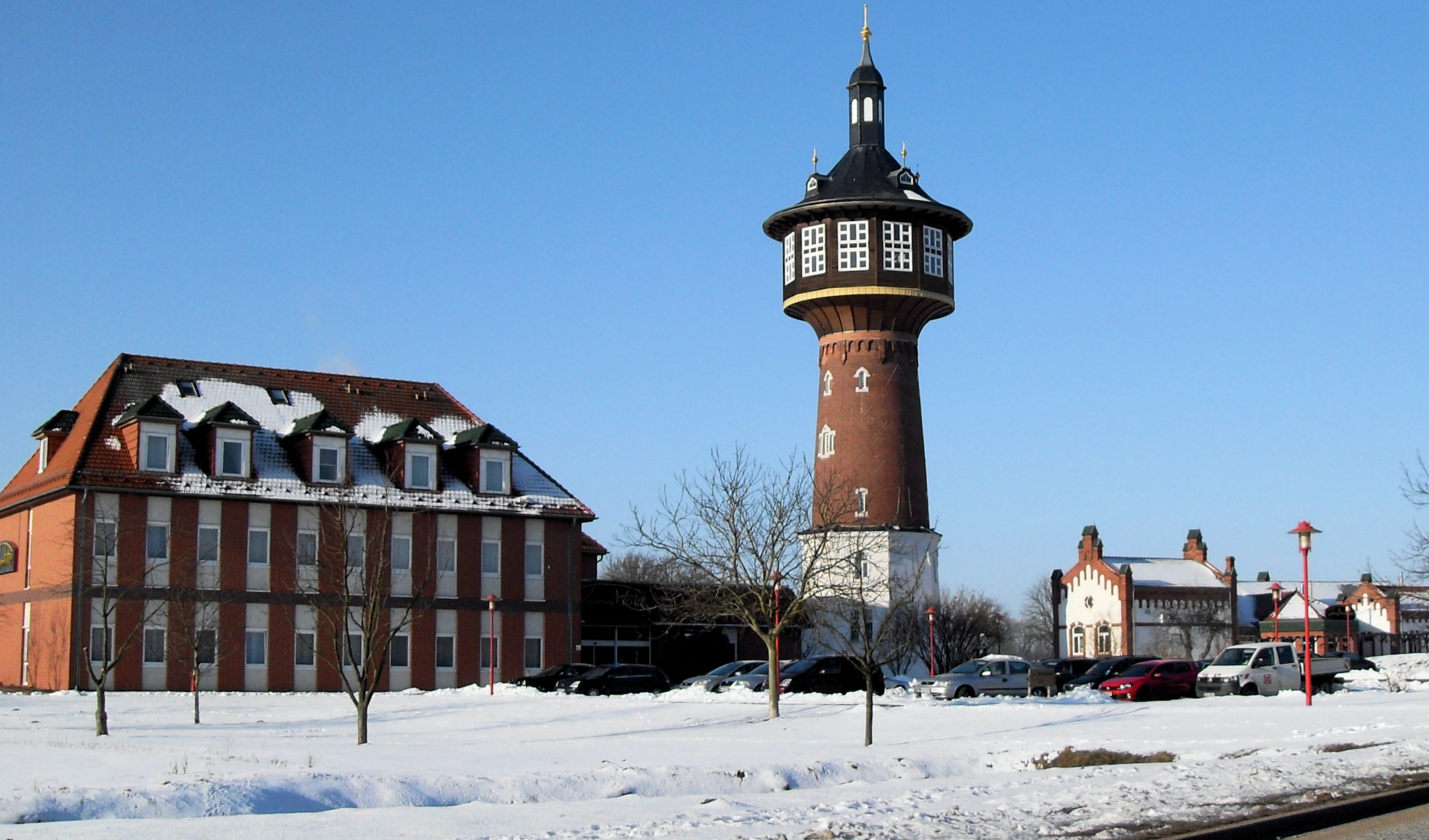
Voormalige watertoren (1911; evenals het gebouw links op de foto, als horecabedrijf in gebruik)
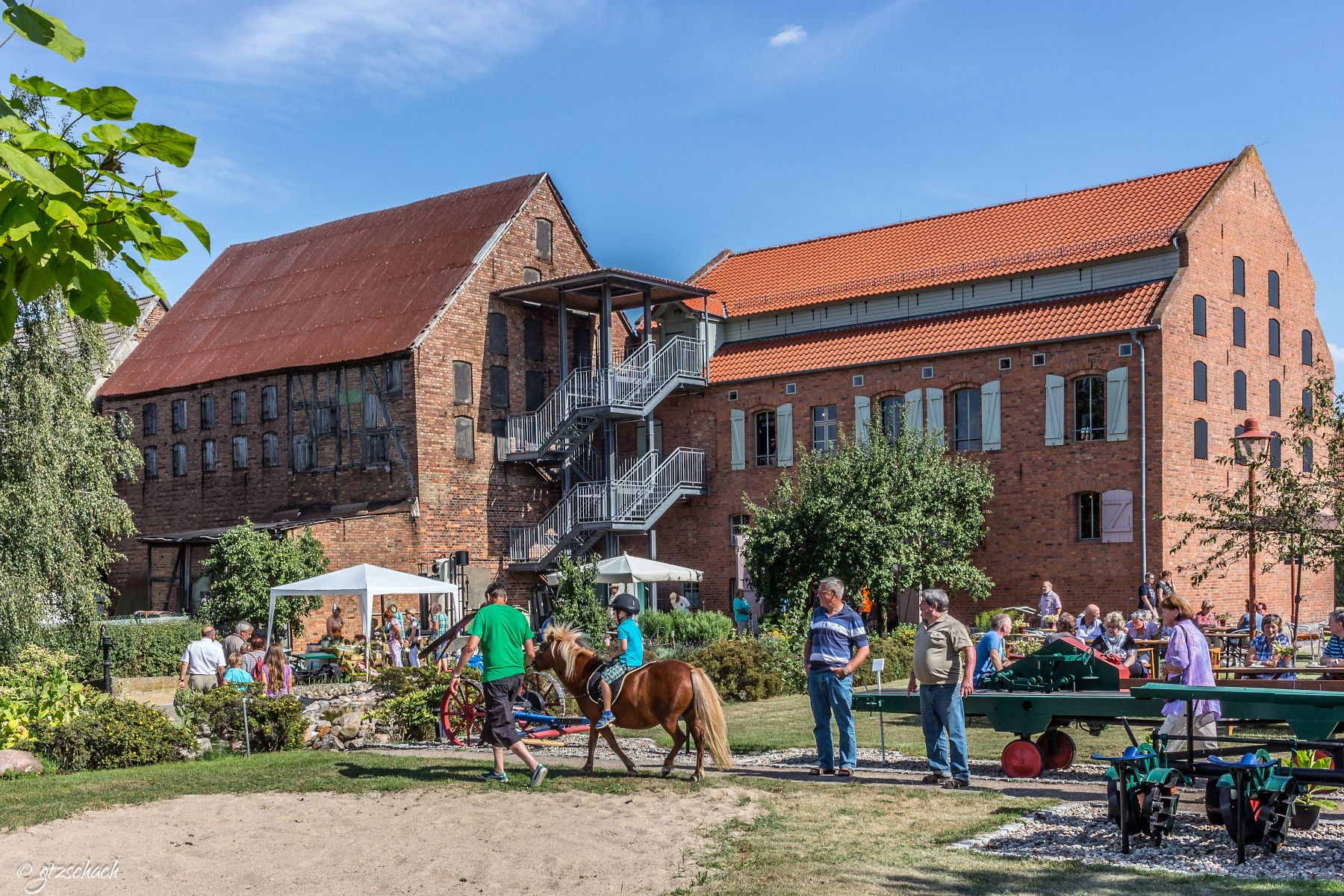
Tabakmuseum te Vierraden
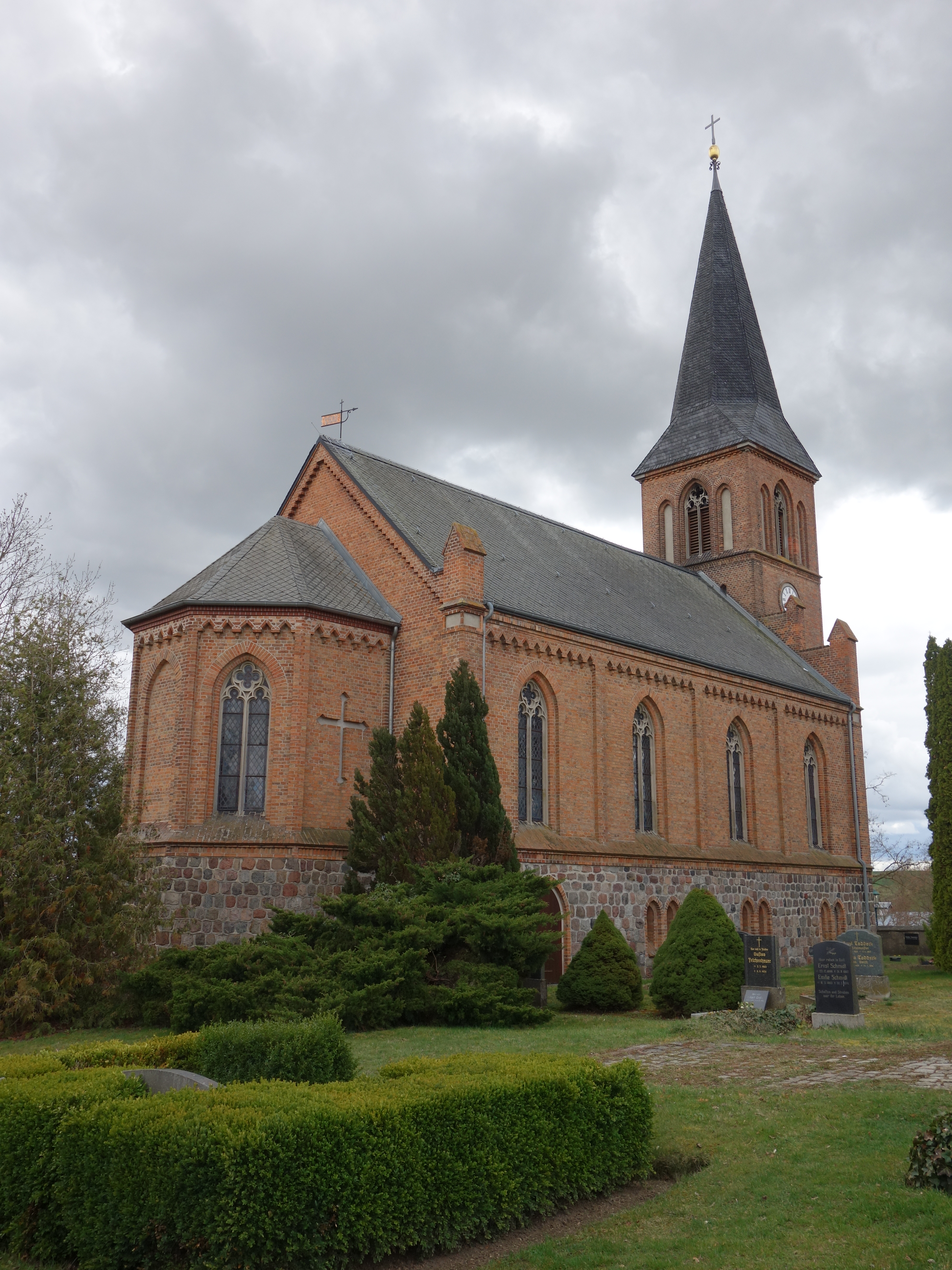
Dorpskerk te Berkholz, neogotisch, 1887, gerenoveerd in 2005
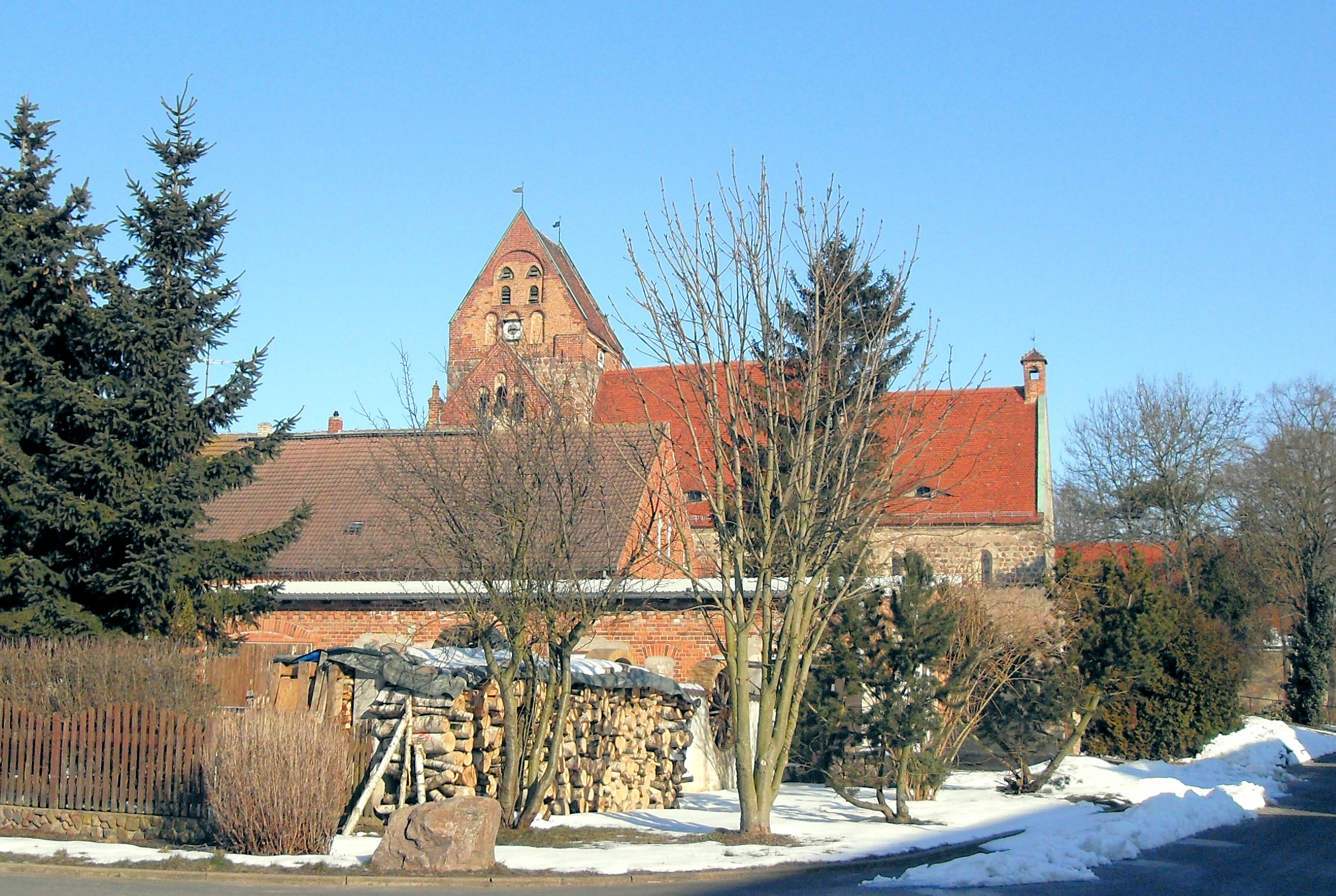
Dorpskerk te Briest (13e eeuw; binnen een altaarstuk uit omstreeks het jaar 1500)
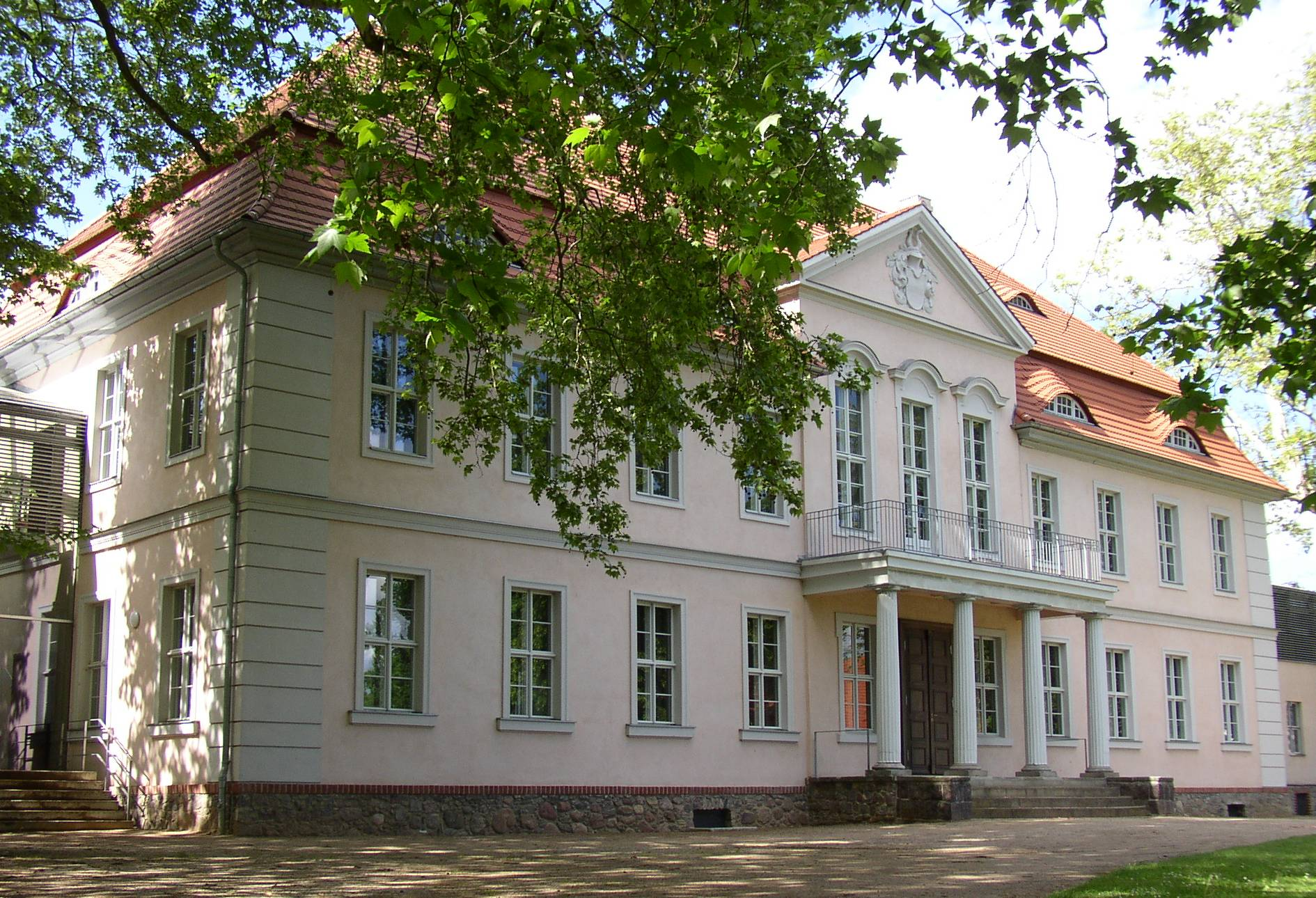
Landhuis Criewen (1746; in 1823 zeer ingrijpend verbouwd en uitgebreid; in gebruik als educatief centrum)
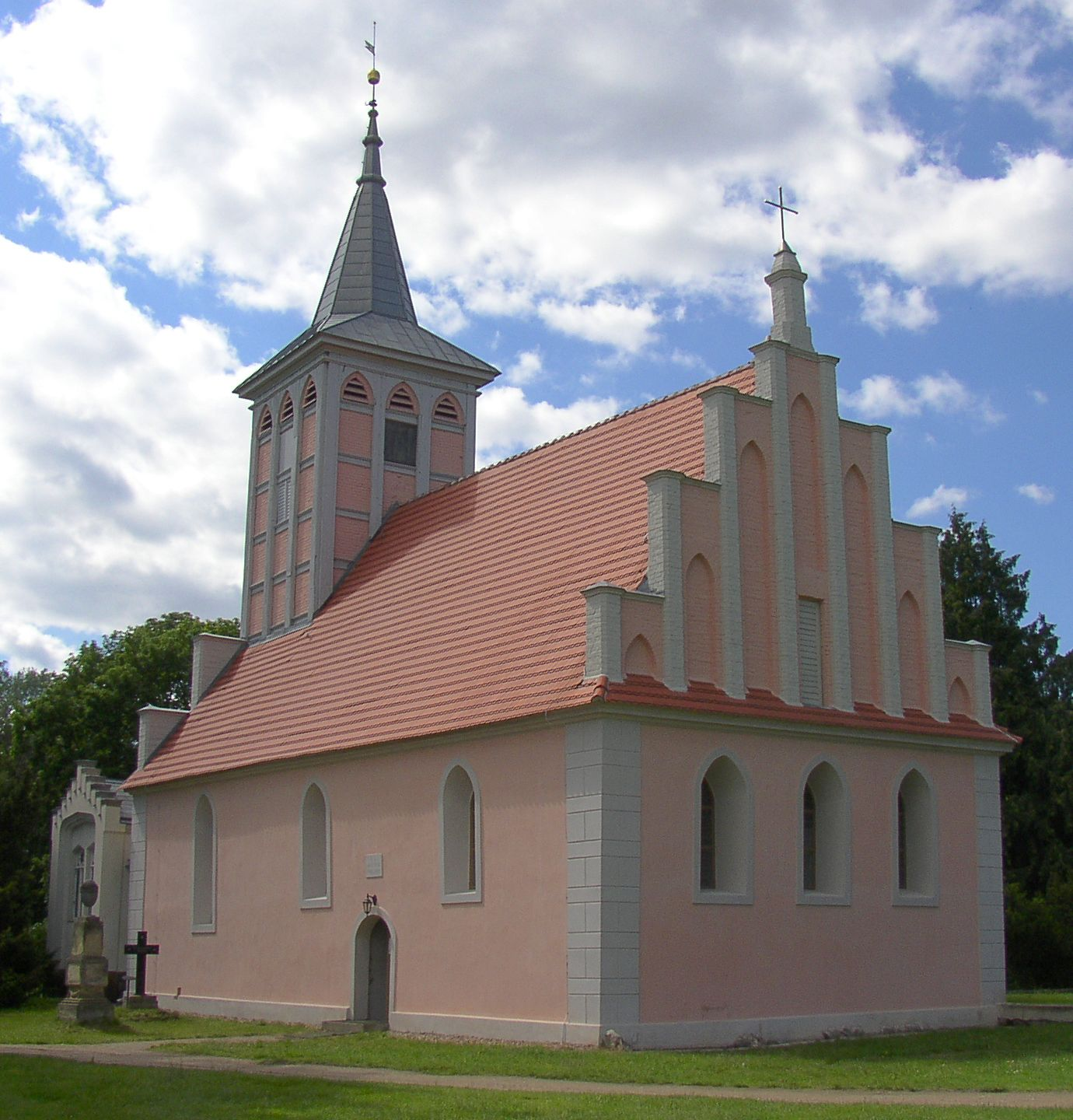
Slotkerkje Criewen (1822)
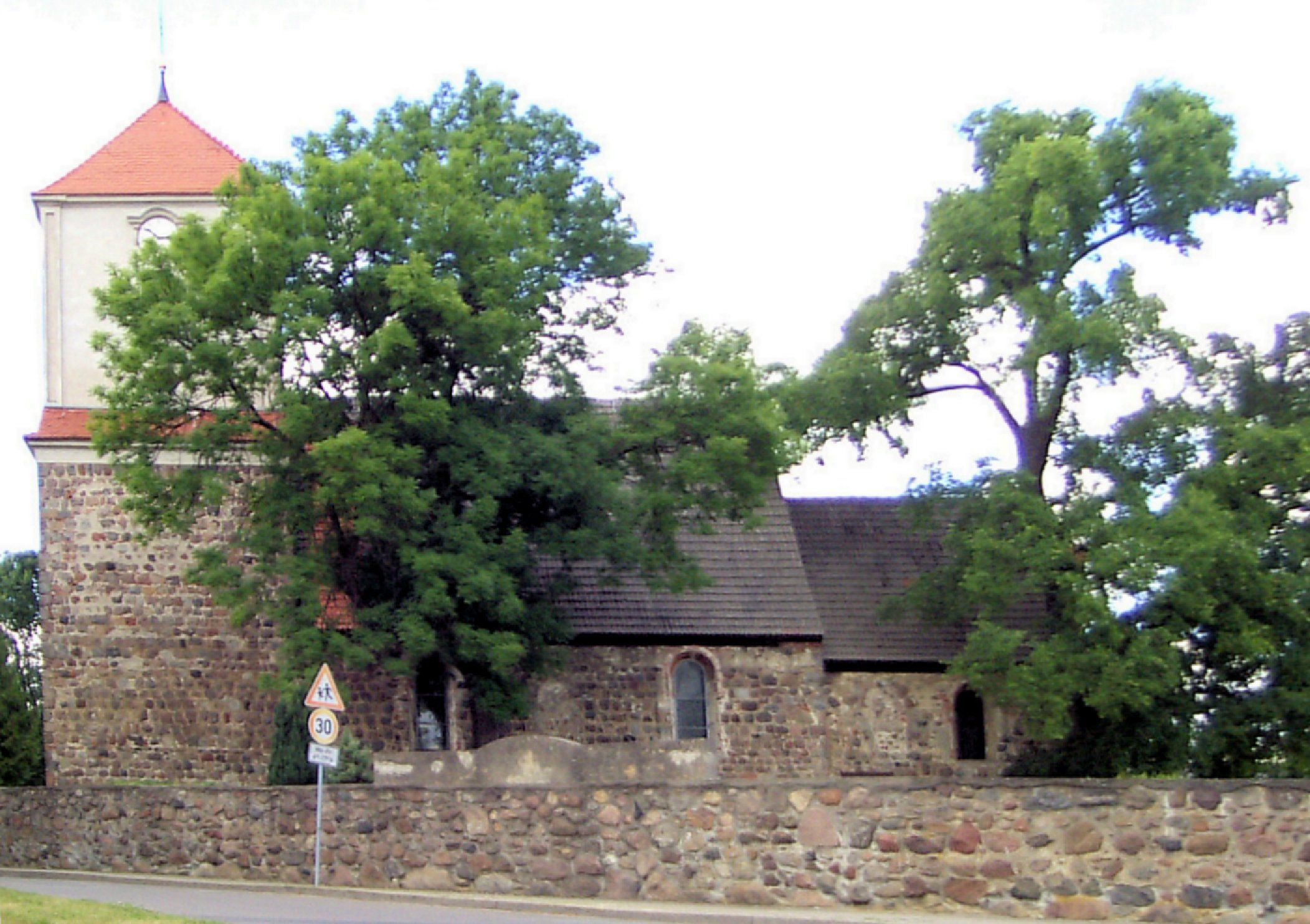
Dorpskerkje te Felchow (13e eeuw)
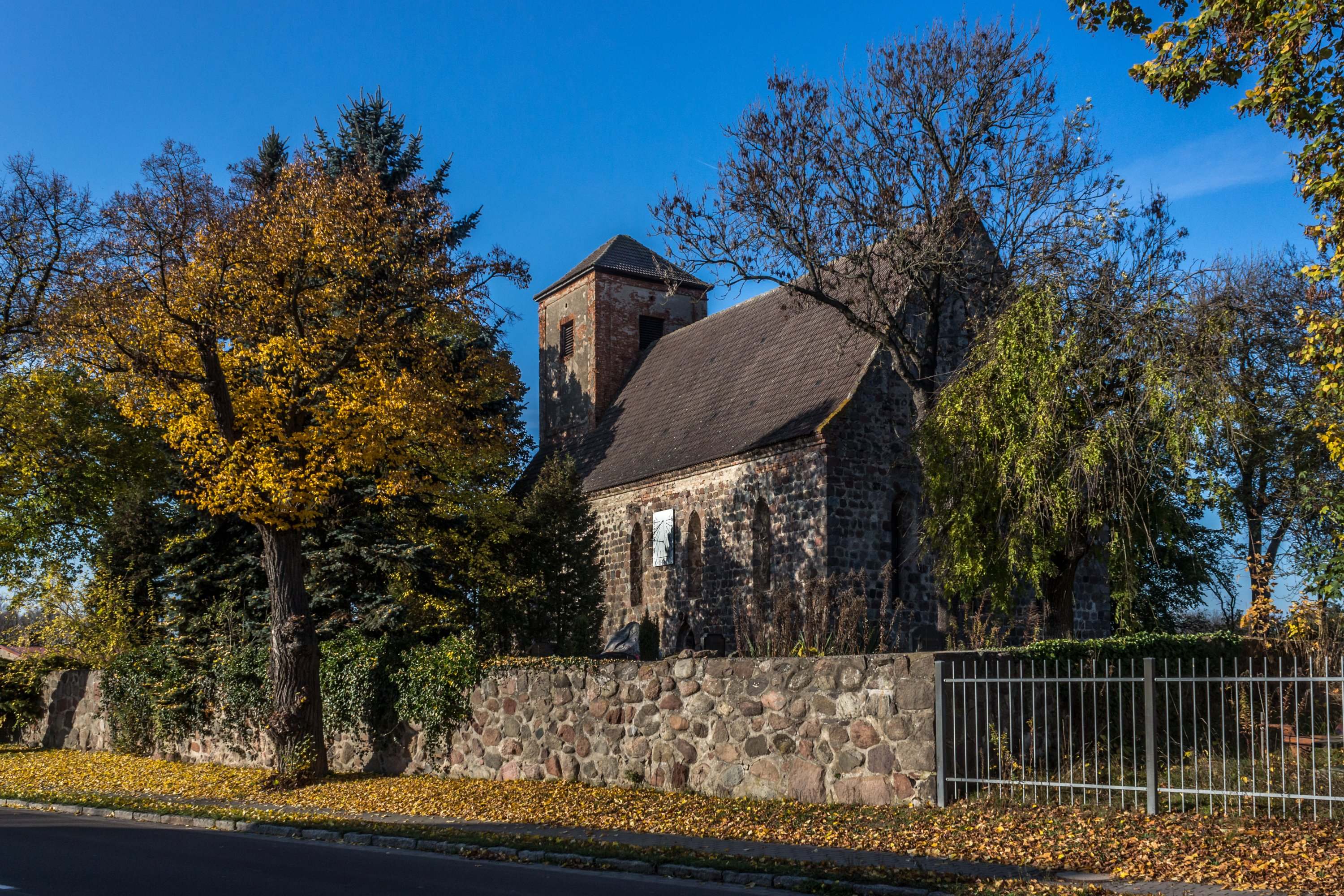
Dorpskerk te Flemsdorf (13e eeuw; binnen een altaarstuk uit 1736)
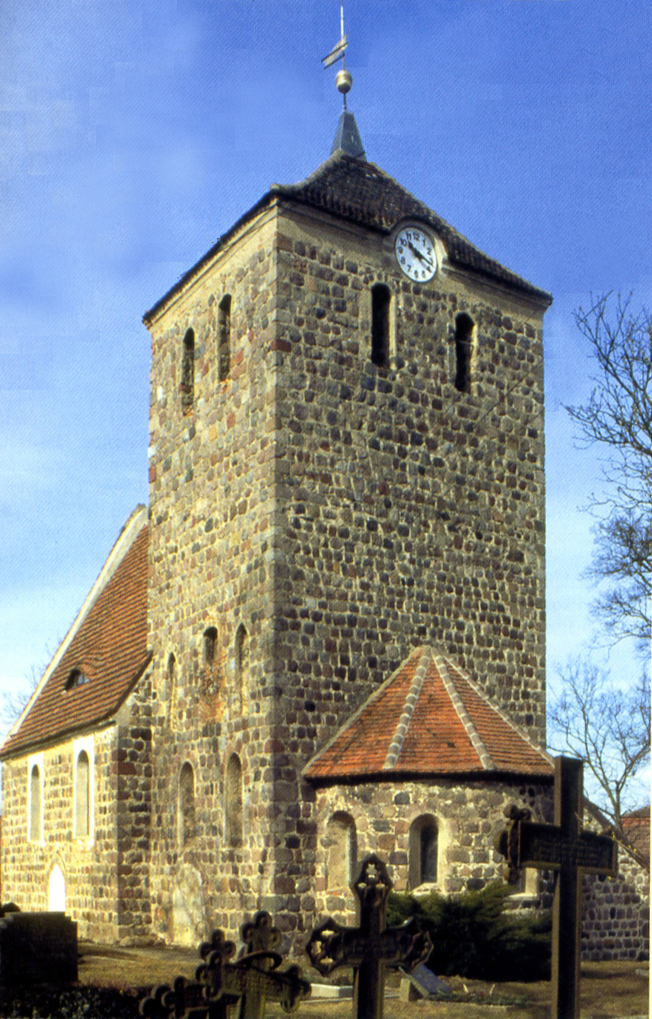
Dorpskerkje te Grünow (13e eeuw)
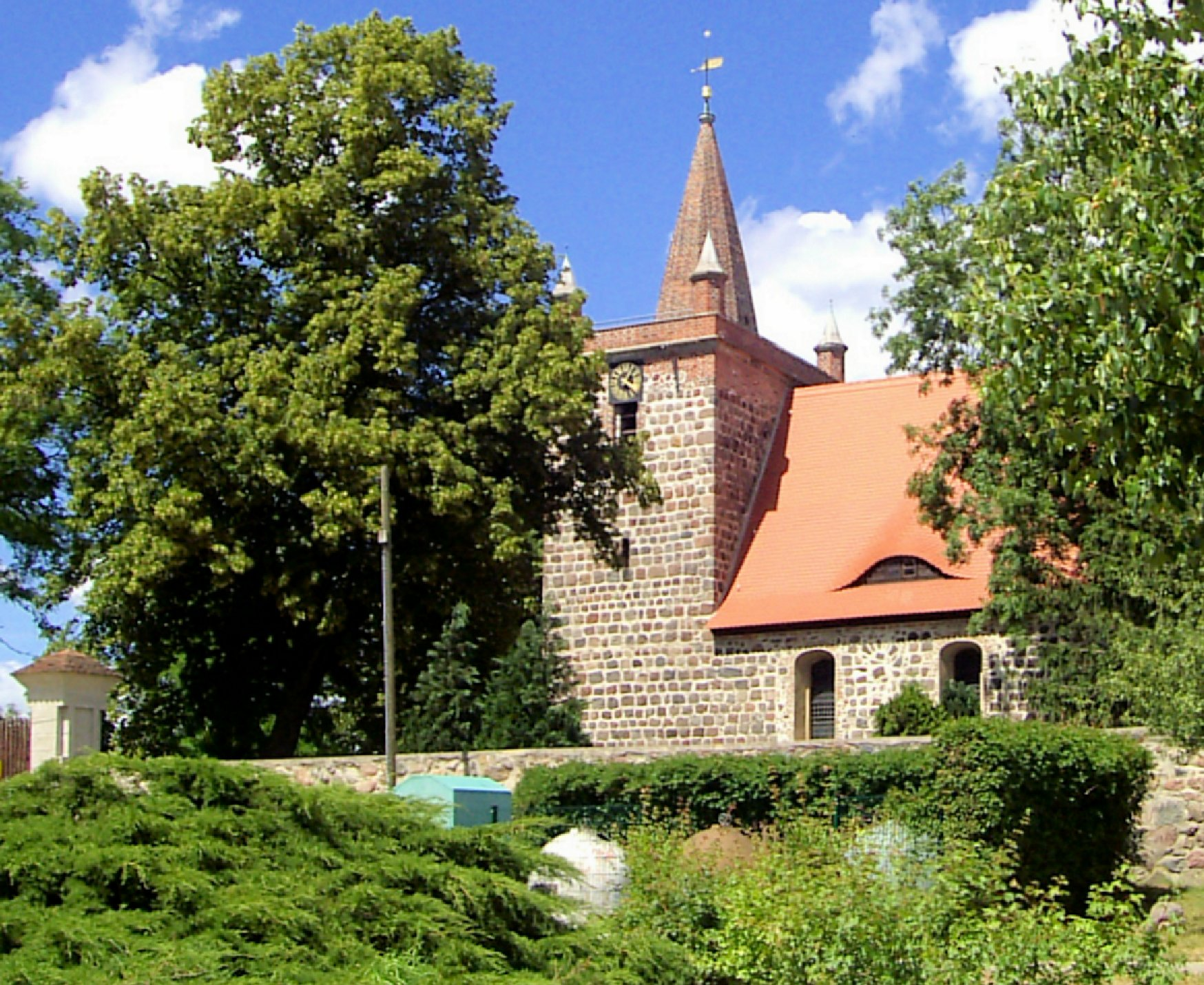
Dorpskerk te Heinersdorf (13e eeuw)
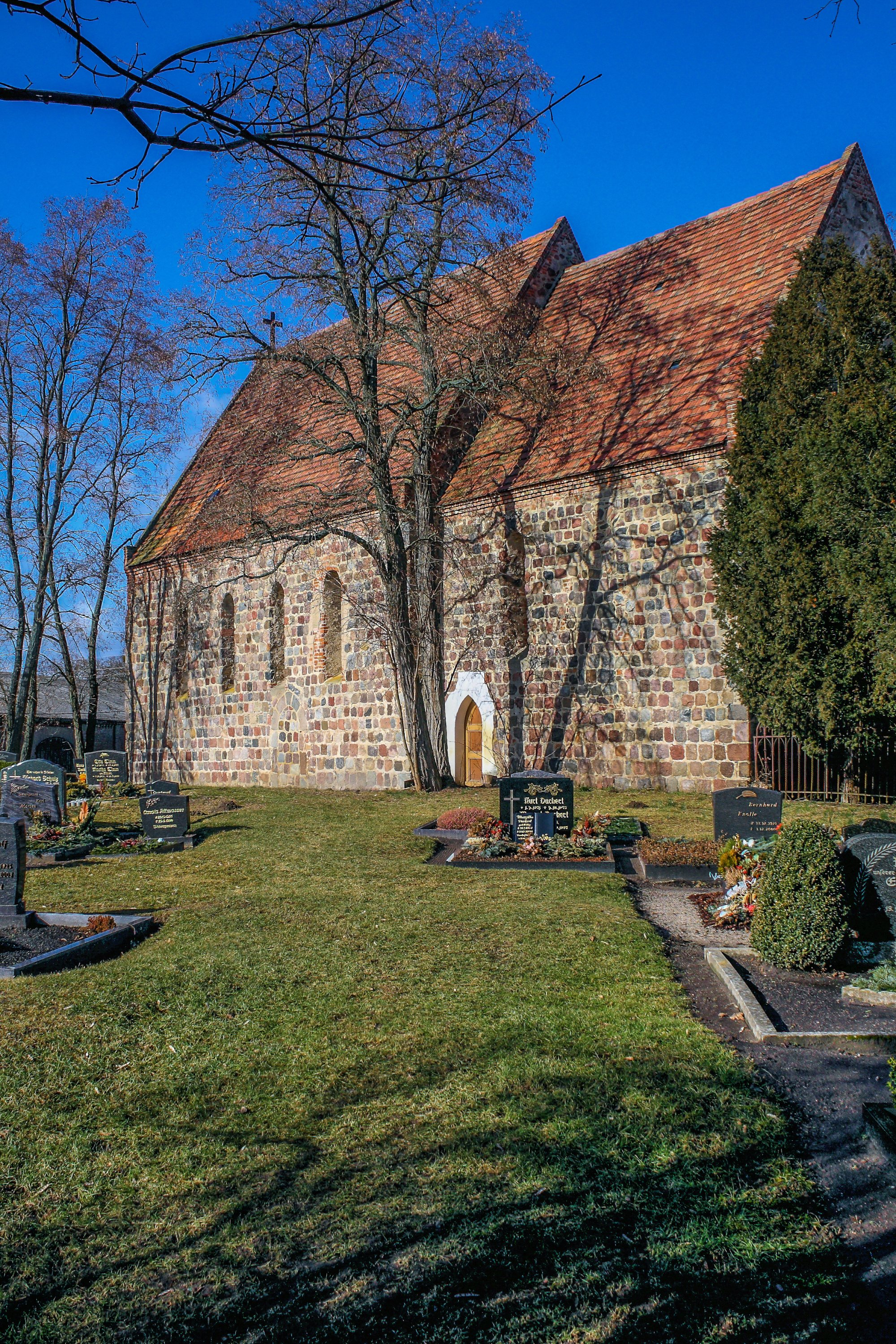
Dorpskerk te Hohenlandin (13e eeuw)
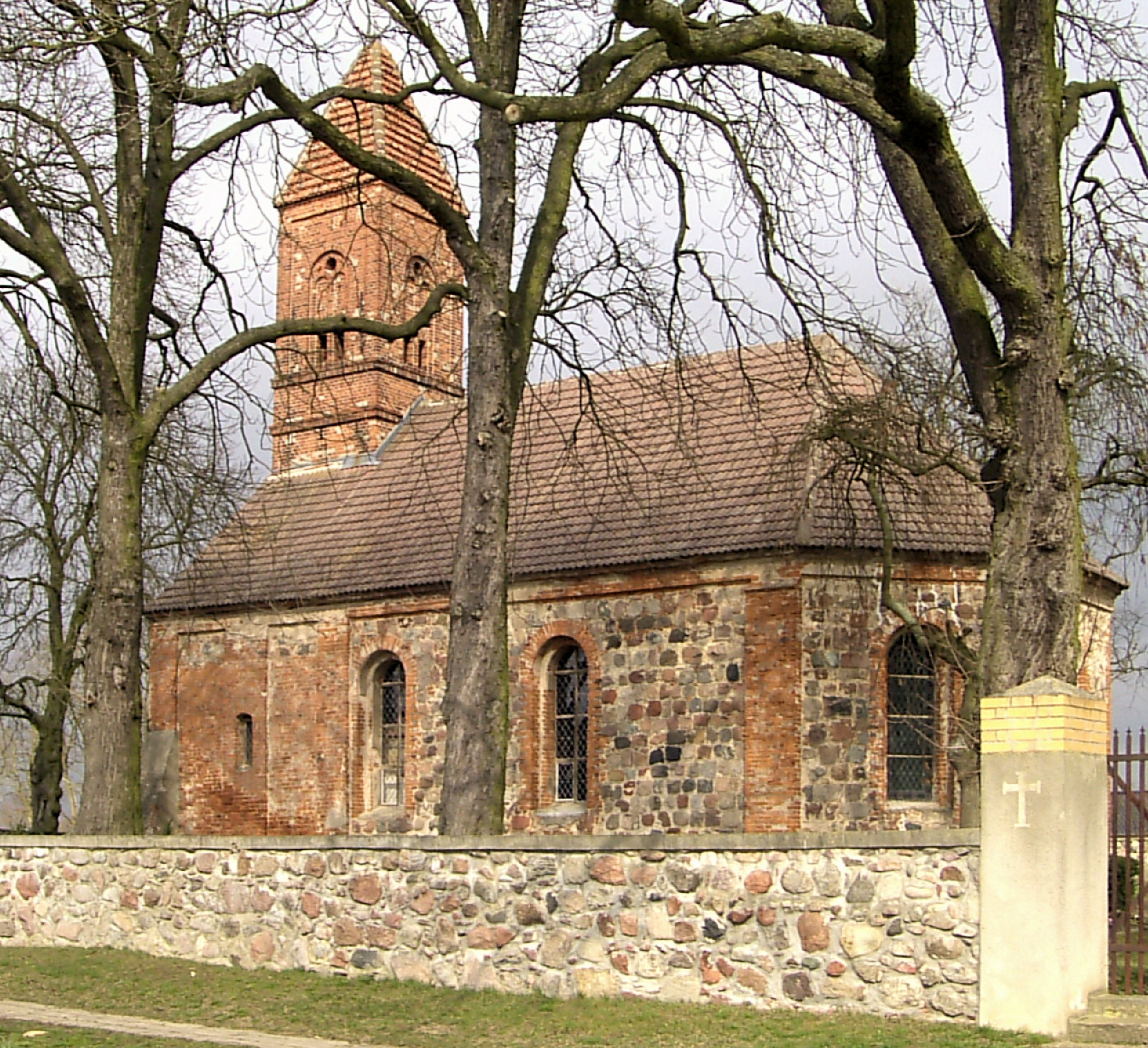
Dorpskerk te Jamikow (13e eeuw)
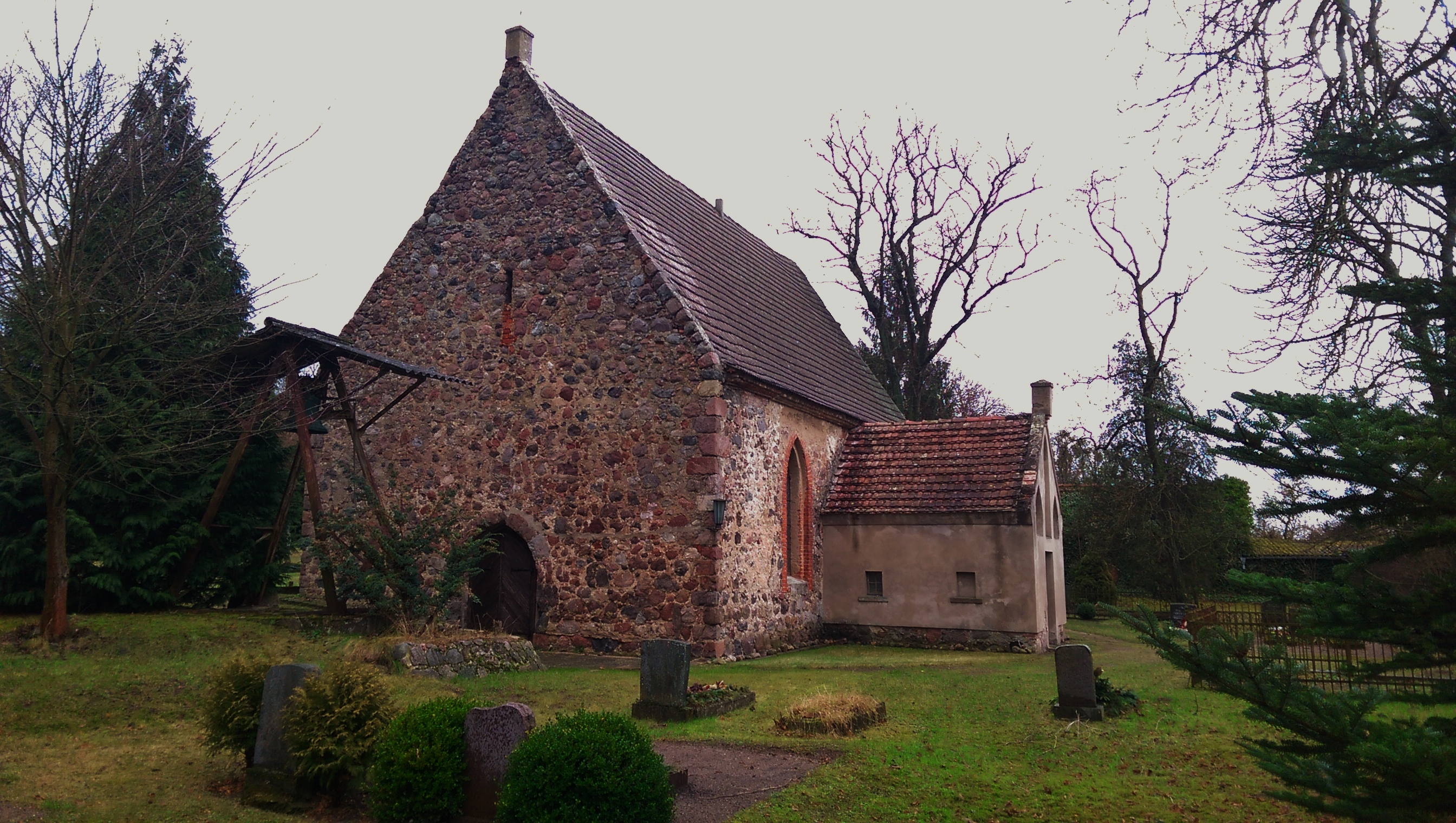
Dorpskerk te Kummerow (ca. 1300)
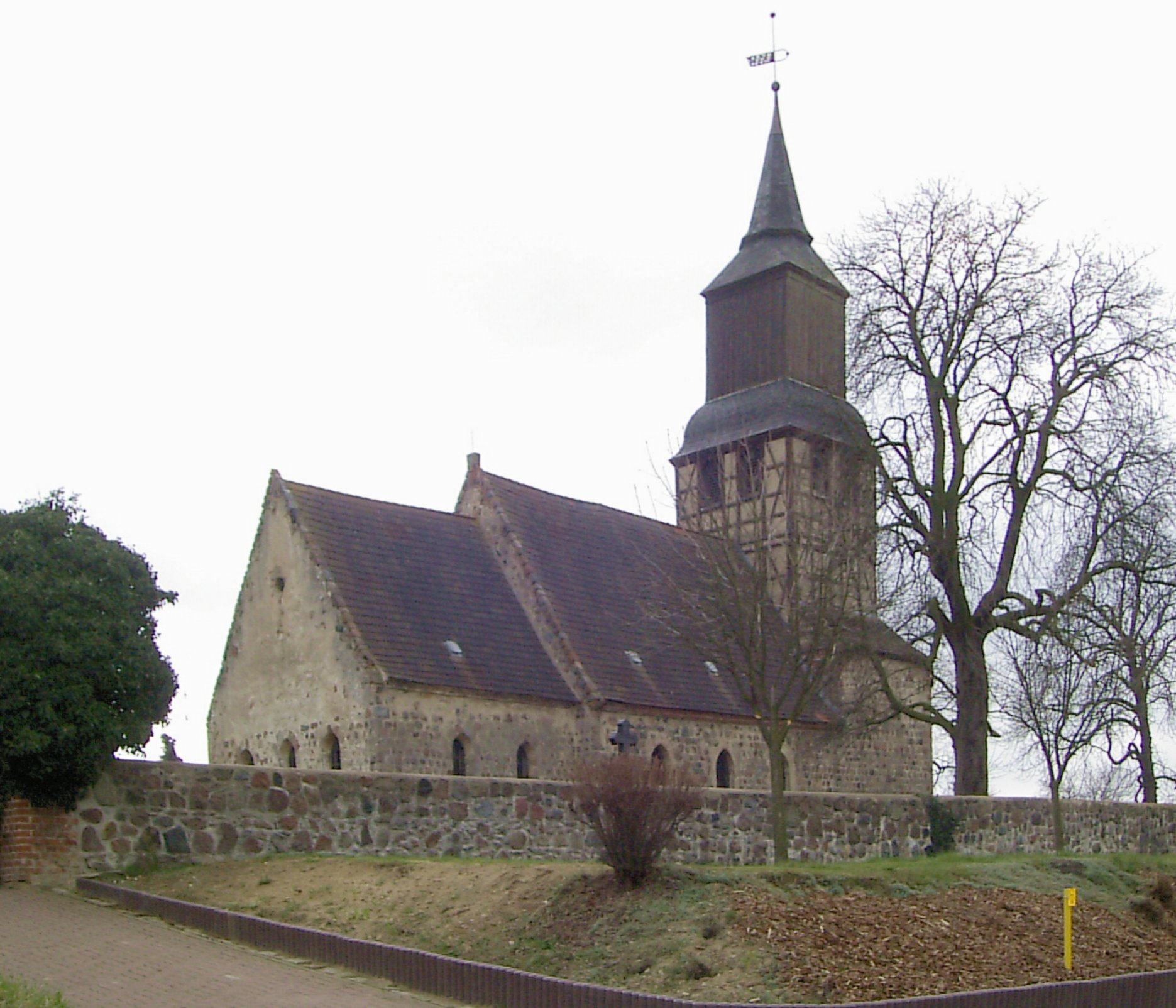
Dorpskerk te Kunow (13e eeuw; toren uit 1738)
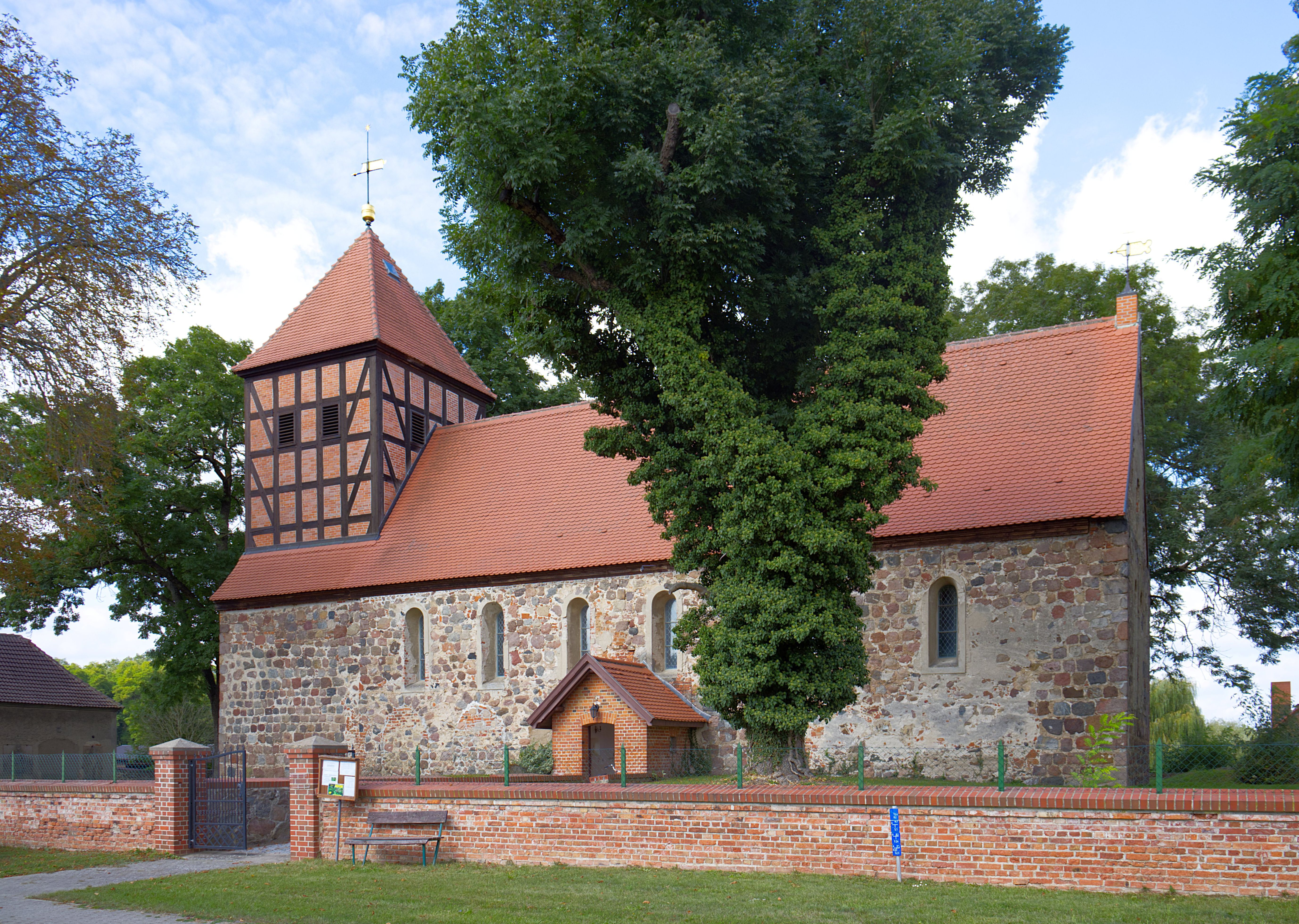
Dorpskerk te Niederlandin (13e eeuw; toren uit omstreeks 1700)
Dorpskerk te Passow (Uckermark) (13e eeuw)
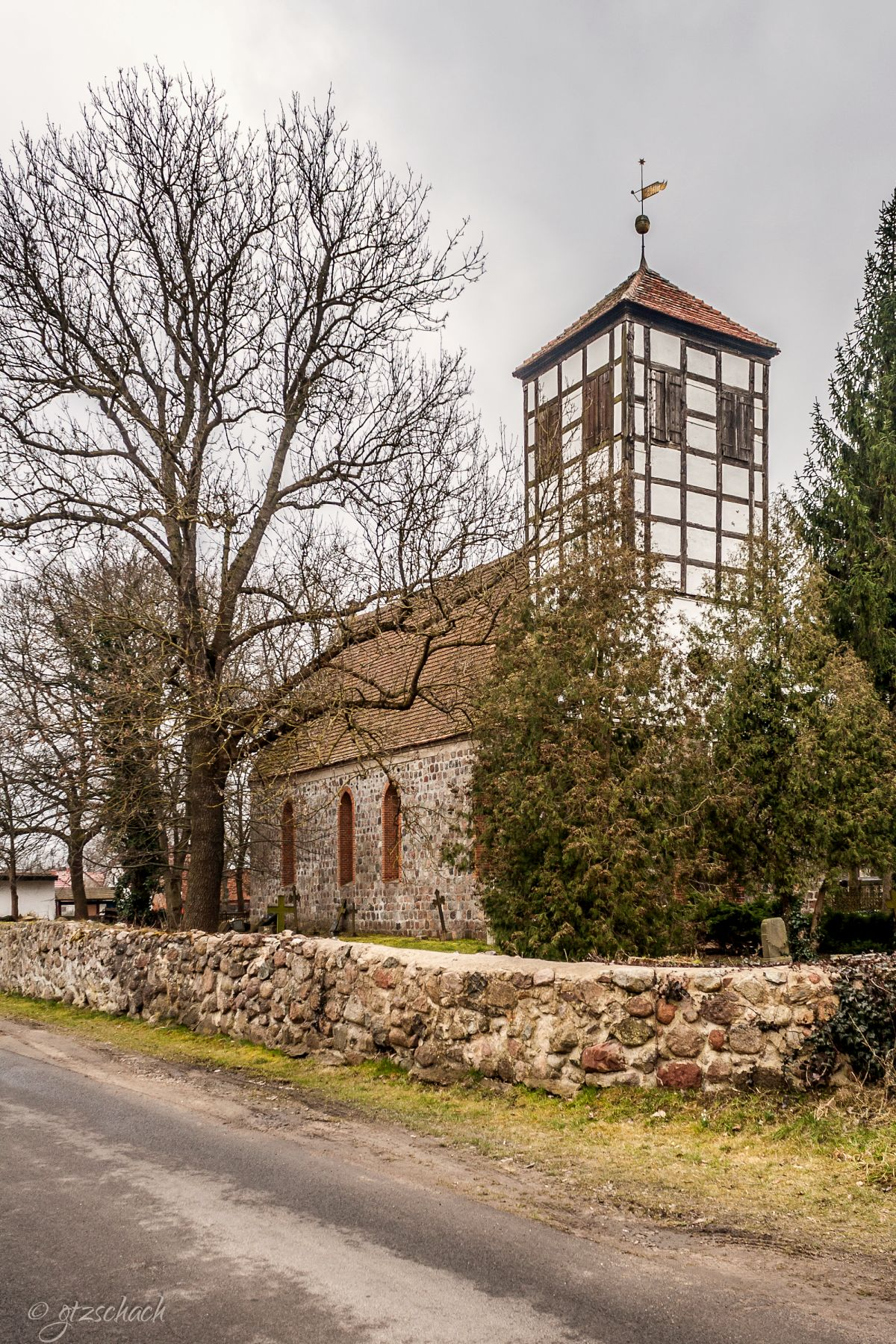
Dorpskerk te Schönermark (13e eeuw; bouwperiode toren onbekend)
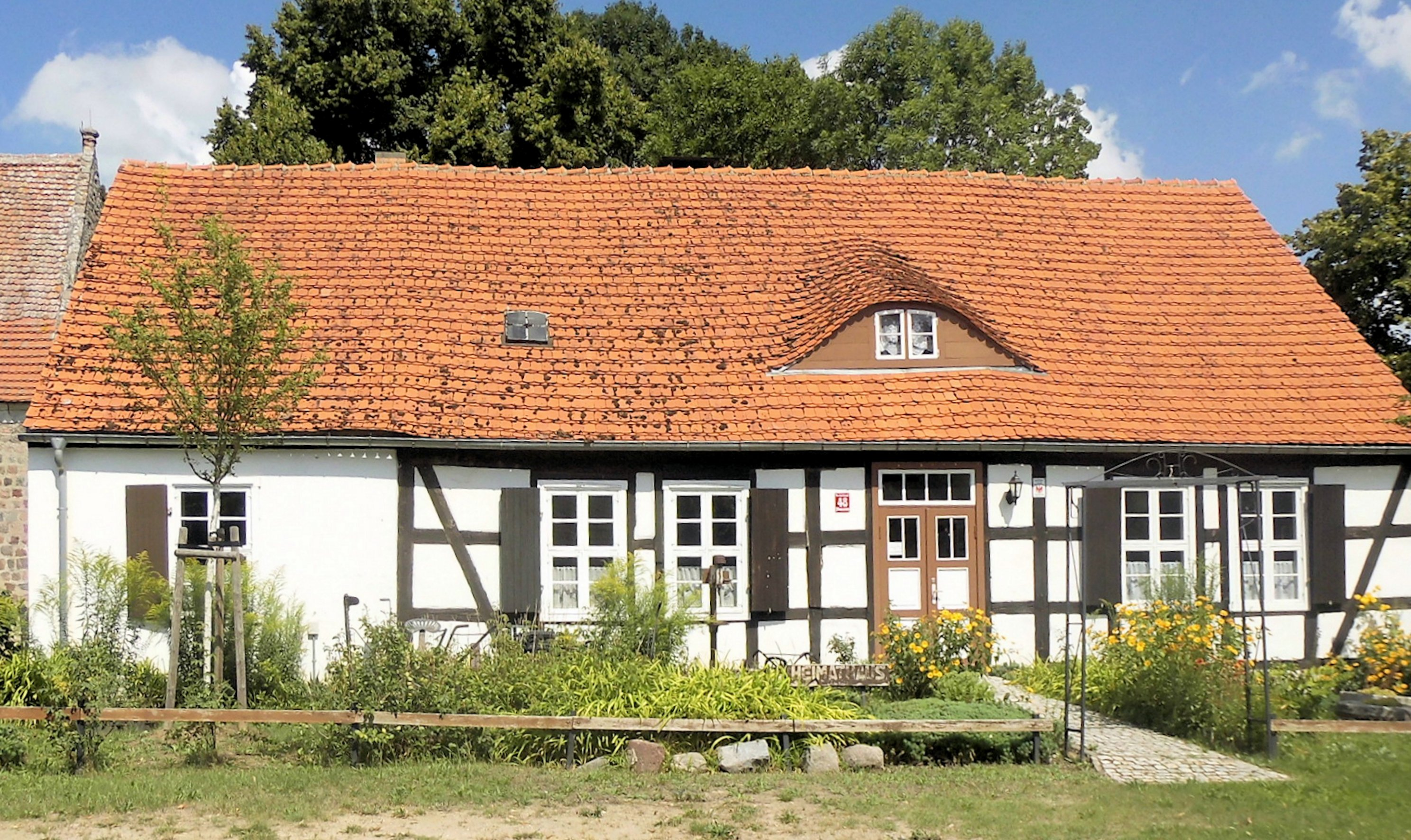
Voormalige school te Schönermark (1827; als dorpsmuseum in gebruik)
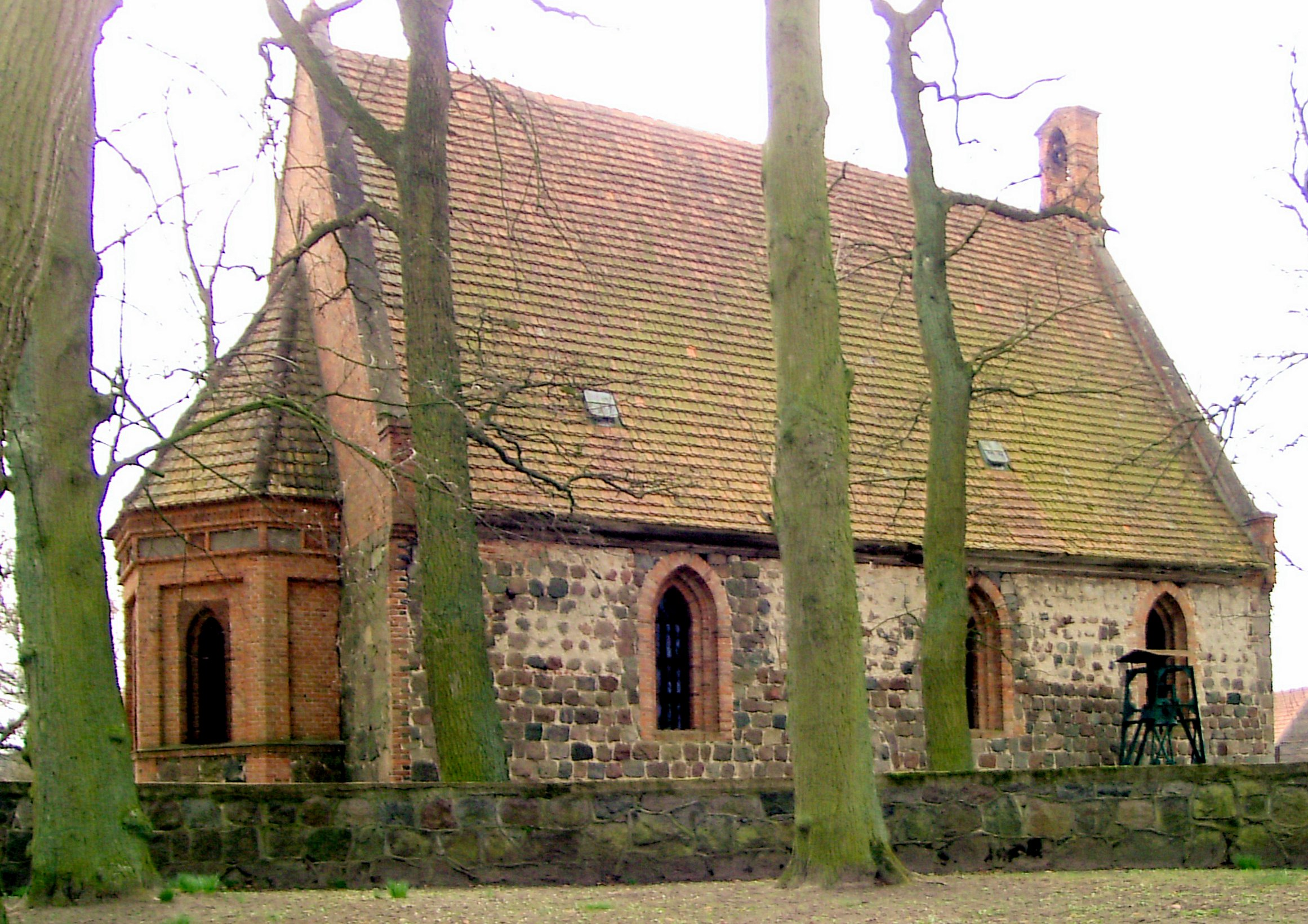
Dorpskerk te Schönow (13e eeuw)
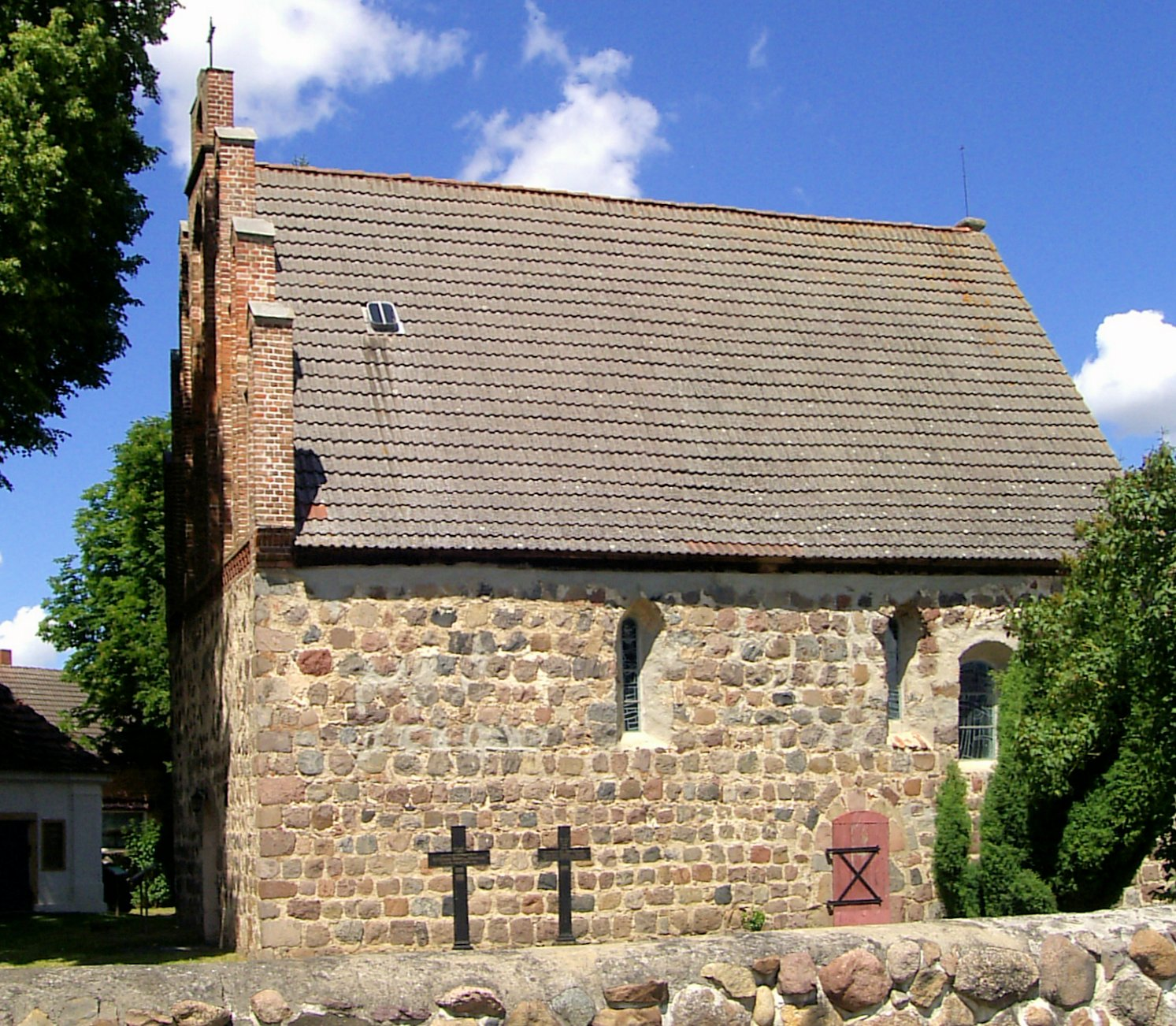
Dorpskerk te Zützen

## Demografie
- Ontwikkeling van de bevolking sinds 1875 binnen de huidige grenzen (blauwe lijn: Bevolking; stippellijn: Vergelijking van de ontwikkeling van de bevolking van de deelstaat Brandenburg, Grijze achtergrond: tijdens de nazi-regering, Rode achtergrond: tijdens de communistische regering)
- Recente ontwikkeling van de bevolking (blauwe lijn) en prognoses (stippellijn)

| Jaar | Inwoners |
| ---- | -------- |
| 1875 | 15 127   |
| 1890 | 14 709   |
| 1910 | 14 125   |
| 1925 | 13 640   |
| 1939 | 13 512   |
| 1950 | 12 418   |
| 1964 | 23 441   |

| Jaar | Inwoners |
| ---- | -------- |
| 1971 | 38 211   |
| 1981 | 54 933   |
| 1985 | 54 142   |
| 1990 | 53 628   |
| 1995 | 49 371   |
| 2000 | 42 261   |
| 2005 | 37 259   |

| Jaar | Inwoners |
| ---- | -------- |
| 2010 | 34 035   |
| 2015 | 30 262   |
| 2017 | 30 075   |
| 2018 | 29 920   |
| 2019 | 29 680   |
| 2020 | 29 433   |
| 2022 | 33 495   |

Gegevensbronnen worden beschreven in de Wikimedia Commons.

## Met de gemeente verbonden personen

### Geboren te Schwedt
- Frederik Hendrik van Brandenburg-Schwedt (21 augustus 1709 - 12 december 1788), van 1771 tot aan zijn dood markgraaf van Brandenburg-Schwedt
- Frederika Dorothea Sophia van Brandenburg-Schwedt (18 december 1736 - 9 maart 1798), van 1795 tot 1797 hertogin van Württemberg
- Eugenius Frederik van Württemberg (21 november 1758 - 20 juni 1822), hertog van Württemberg
- Frank Klawonn (22 maart 1966), roeier, Olympisch goud in 1988
- Jörg Hoffmann (29 januari 1970), zwemmer
- Britta Steffen (16 november 1983), zwemster
- Sebastian Brendel (12 maart 1988), kanovaarder
- Jan Vandrey (11 december 1991), kanovaarder

### Overigen
- Frederik Willem van Brandenburg-Schwedt (Dessau, 27 december 1700 - Wildenbruch, 4 maart 1771), van 1711 tot aan zijn dood markgraaf van Brandenburg-Schwedt.
- Johann Abraham Peter Schulz (Lüneburg, 31 maart 1747 – Schwedt, 10 juni 1800), componist, auteur en dirigent
- Philipp Boy (23 juli 1987)[9], turner, groeide op te Schwedt

## Partnergemeentes
Schwedt/Oder onderhoudt jumelages met:
- Leverkusen
- Chojna in Polen
- Gryfino in Polen
- Koszalin in Polen.

Met de naburige Duitse gemeentes Angermünde en Prenzlau bestaan broederlijke relaties, die bovendien economische samenwerking inhouden.